# Botafogo de Futebol e Regatas
Botafogo de Futebol e Regatas é uma agremiação poliesportiva brasileira, com sede no bairro homônimo ao clube, na cidade do Rio de Janeiro. Nascido da fusão do Club de Regatas Botafogo (fundado para o remo em 1894) com o Botafogo Football Club (formado para o futebol em 1904), é um dos principais clubes do Brasil. Suas maiores glórias esportivas vêm principalmente do futebol, especialmente entre as décadas de 1950 e de 1960, considerada sua era de ouro. Entre os clubes brasileiros em atividade, o Botafogo é o clube poliesportivo mais antigo e o 7º a praticar ininterruptamente futebol. No ano de 1962, conquistou títulos em diversas modalidades esportivas (campeão de terra, mar e ar). Em 2006, com a conquista do Campeonato Carioca de Futebol, tornou-se o único clube brasileiro campeão em três séculos. O Club de Regatas Botafogo foi o primeiro clube carioca campeão brasileiro de remo. É um dos três clubes do Brasil a conquistar na mesma temporada a Copa Libertadores e o Campeonato Brasileiro.
Conhecido pela estrela de cinco pontas em seu distintivo, que lhe dá a alcunha de clube da Estrela Solitária, o Botafogo tem como suas cores oficiais o preto e o branco. Desde 2007, manda seus jogos de futebol no Estádio Nilton Santos, apelidado Engenhão. Um dos clubes mais populares do Brasil, tem como seus principais rivais o Flamengo, o Fluminense e o Vasco da Gama.
Foi indicado pela FIFA ao seleto grupo dos maiores clubes do século XX, selecionado à lista de clubes clássicos da FIFA, o clube brasileiro com mais jogadores no hall da fama da FIFA e da IFFHS (Didi, Jairzinho, Nilton Santos e Garrincha). Dentre seus principais títulos no futebol estão: 21 Campeonatos Cariocas (único tetracampeão sem edição com título dividido: 1932 a 1935), quatro Torneios Rio-São Paulo (carioca com mais títulos), três Campeonatos Brasileiros (primeiro carioca campeão brasileiro, em 1968), uma Copa CONMEBOL (ao vencer a precursora da atual Copa Sul-Americana, tornou-se o primeiro carioca campeão continental dentro do Maracanã, em 1993) e uma Copa Libertadores da América, título conquistado em 2024.
Além disso, o clube detém alguns dos principais recordes do futebol brasileiro, como o de maior número de partidas de invencibilidade: 52 jogos entre os anos de 1977 e 1978; o recorde de partidas invictas em jogos do Campeonato Brasileiro: 42, também entre 1977 e 1978; É um dos maiores recordistas numa mesma edição de Campeonato Brasileiro: 24 jogos invictos em 1978. Com dados até 2010, o maior número de participações de jogadores em partidas totais da Seleção Brasileira (considerando jogos oficiais e não oficiais): 1.121 participações; o maior número de jogadores cedidos à Seleção Brasileira para Copas do Mundo, é o recordista de gols na história da Seleção Brasileira e um dos clubes com mais jogadores campeões mundiais. O clube ainda é o responsável pela maior vitória já registrada no futebol brasileiro: 24–0 sobre o Sport Club Mangueira no Campeonato Carioca de 1909.

## História

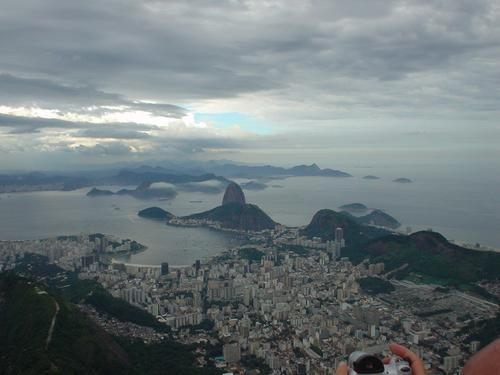
Vista aérea do bairro de Botafogo.

### Século XIX
Em 1891, contando em sua gênese com a participação de membros egressos do Clube Guanabarense, criado em 1874, o Grupo de Regatas Botafogo foi fundado pelo remador Luiz Caldas, conhecido como Almirante. Após a prisão de Caldas, por consequências do episódio conhecido como Revolta da Armada, e sua posterior morte, os sócios remanescentes do grupo se reuniram para regulamentar a criação do clube. Com quarenta sócios, em 1 de julho de 1894, era fundado o Club de Regatas Botafogo.
A sede ficava em um casarão, atualmente demolido, no sul da praia de Botafogo, encostado ao Morro do Pasmado, onde hoje termina a avenida Pasteur. A embarcação botafoguense Diva, surgida em 1899, tornou-se uma lenda nas águas da Baía de Guanabara ao vencer todas as 22 regatas que disputou, sagrando o clube como campeão carioca daquele ano.

### Século XX
O Club de Regatas Botafogo foi a primeira agremiação da cidade campeã brasileira de alguma modalidade esportiva, em outubro de 1902, após a vitória do atleta Antônio Mendes de Oliveira Castro, que anos mais tarde viria a se tornar presidente do clube.
Paralelamente, no ano de 1904, surgia em um casarão situado no Largo dos Leões, no bairro do Humaitá, um novo clube de futebol, o Electro Club. A associação surgiu a partir da ideia de Flávio Ramos e Emmanuel Sodré, que estudavam juntos no colégio Alfredo Gomes. A fundação oficial aconteceu em 12 de agosto e, pouco mais de um mês depois, o nome do clube foi mudado para Botafogo Football Club, por influência de Dona Chiquitota, avó materna de Flávio. O primeiro amistoso ocorreu no dia 2 de outubro, contra o Football and Athletic Club, na Tijuca. Na ocasião, o Botafogo saiu derrotado por 3–0. A primeira vitória viria no segundo jogo, em maio de 1905, sobre o Petropolitano: 1–0, gol de Flávio Ramos.
Após 38 anos de coexistência entre o Club de Regatas e o Football Club, as agremiações se uniram oficialmente no dia 8 de dezembro de 1942. A união, contudo, foi motivada por conta de uma tragédia: no dia 11 de junho de 1942, o clube de regatas e o de futebol se enfrentavam em uma partida de basquete, válida pelo Campeonato Carioca. O atleta Armando Albano, um dos principais jogadores do Botafogo Football Club e da Seleção Brasileira, saiu atrasado do trabalho e chegou à quadra com o jogo já em andamento, no final do primeiro tempo. Durante o intervalo, Armando se abaixou para pegar uma bola e caiu desfalecido na quadra. Prontamente o jogador foi levado ao vestiário e a partida recomeçou. Porém, após alguns minutos tentando trazê-lo de volta à vida, a notícia de sua morte interrompeu o confronto quando o placar marcava 23–21 para o clube de futebol. A decisão de parar o jogo foi tomada pelo Botafogo de Regatas, que abdicou da disputa para que Albano tivesse como homenagem uma última vitória. Envolvidos em uma profunda atmosfera de comoção, os dirigentes das duas agremiações optaram pela união dos clubes, criando assim o Botafogo de Futebol e Regatas.

## Sedes e estádios

### Voluntários da Pátria
Em 1908, Campo da Rua Voluntários da Pátria foi o primeiro campo de jogo do clube, construído com uma pequena tribuna de madeira para acomodar o público. Em 1912, o proprietário do terreno resolveu vendê-lo para a Prefeitura do Rio de Janeiro, que mais tarde abriu ali a Rua General Dionísio.[carece de fontes?]

### General Severiano
Sede social

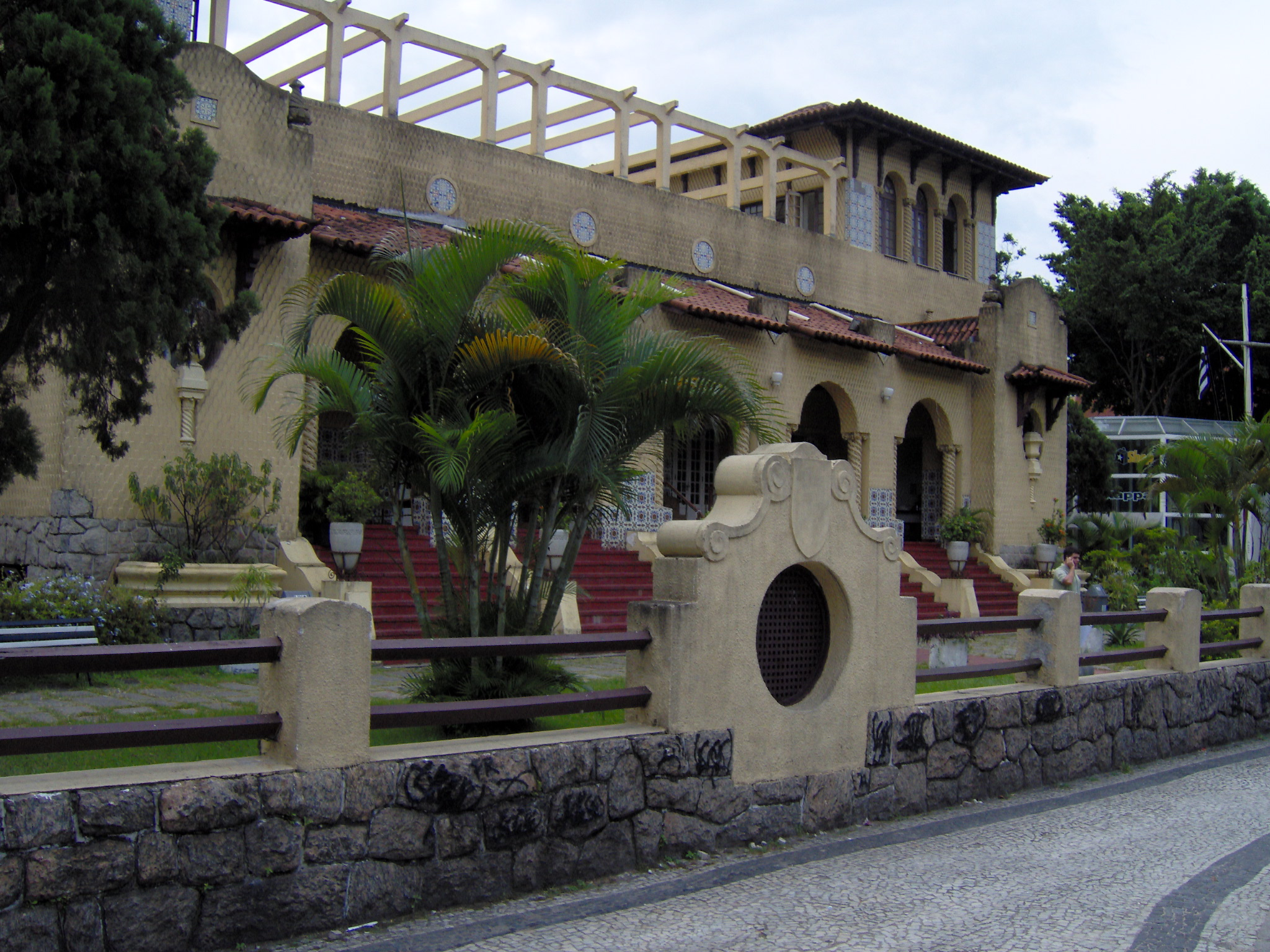
Entrada da sede de General Severiano, em 2007.

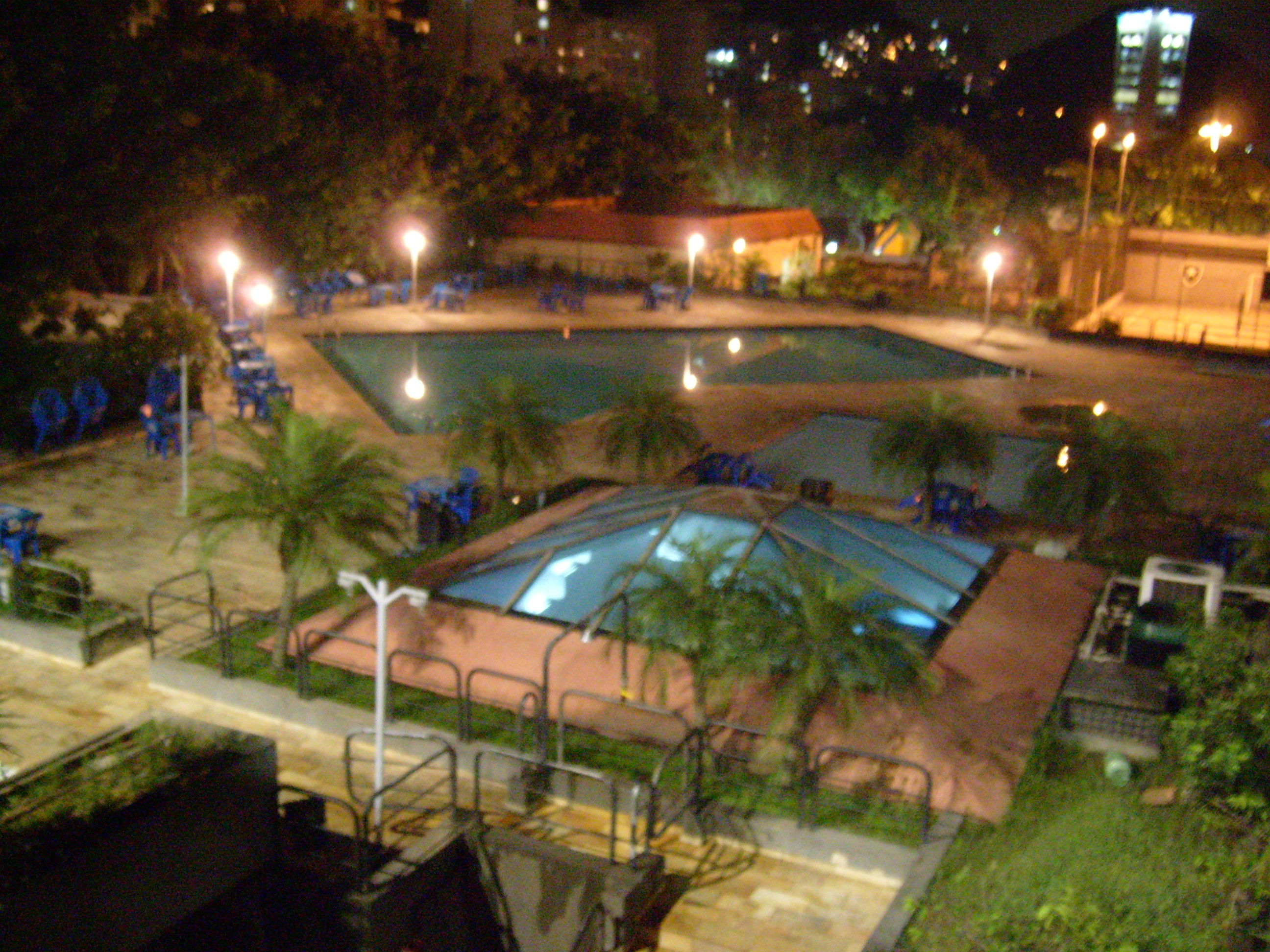
Piscinas da sede social.

General Severiano é um palacete erguido em um terreno cedido pela prefeitura em 1912 para ser a sede do Botafogo. Construído como um amplo casarão em estilo eclético, pintado de cor salmão, foi inaugurado com um baile de gala para a alta sociedade do Rio de Janeiro. Novas obras da sede social na avenida Venceslau Brás foram iniciadas em 1927 e o casarão foi inaugurado definitivamente no ano seguinte. Em 1976, presidido por Charles Macedo Borer, o clube vendeu a sede para a Companhia Vale do Rio Doce. Assim, o Botafogo mudou-se para o Mourisco Mar e para Marechal Hermes, onde ficou de 1977 até 1992. Em 1994, na gestão do presidente Carlos Augusto Montenegro, o alvinegro retornou ao palacete. Parte da área original, entretanto, se perdeu devido à construção de um shopping center, atualmente chamado Rio Plaza, em parte do antigo terreno e no sub-solo do clube. Além da parte esportiva, a sede concentra também a diretoria do clube, bem como sua parte administrativa.
Estádio
O campo do antigo estádio do clube foi inaugurado na primeira partida do Campeonato Carioca de 1913, em jogo contra o rival Flamengo, vencido pelo Botafogo por 1–0. Em 1937, iniciou-se a implantação de arquibancadas de concreto no estádio, obra concluída e inaugurada em 1938. Na partida de reinauguração, vitória por 3–2, dessa vez sobre o Fluminense. Contudo, o estádio foi demolido quando o clube perdeu a posse do terreno na década de 1970 e nunca mais foi reconstruído.
CT João Saldanha

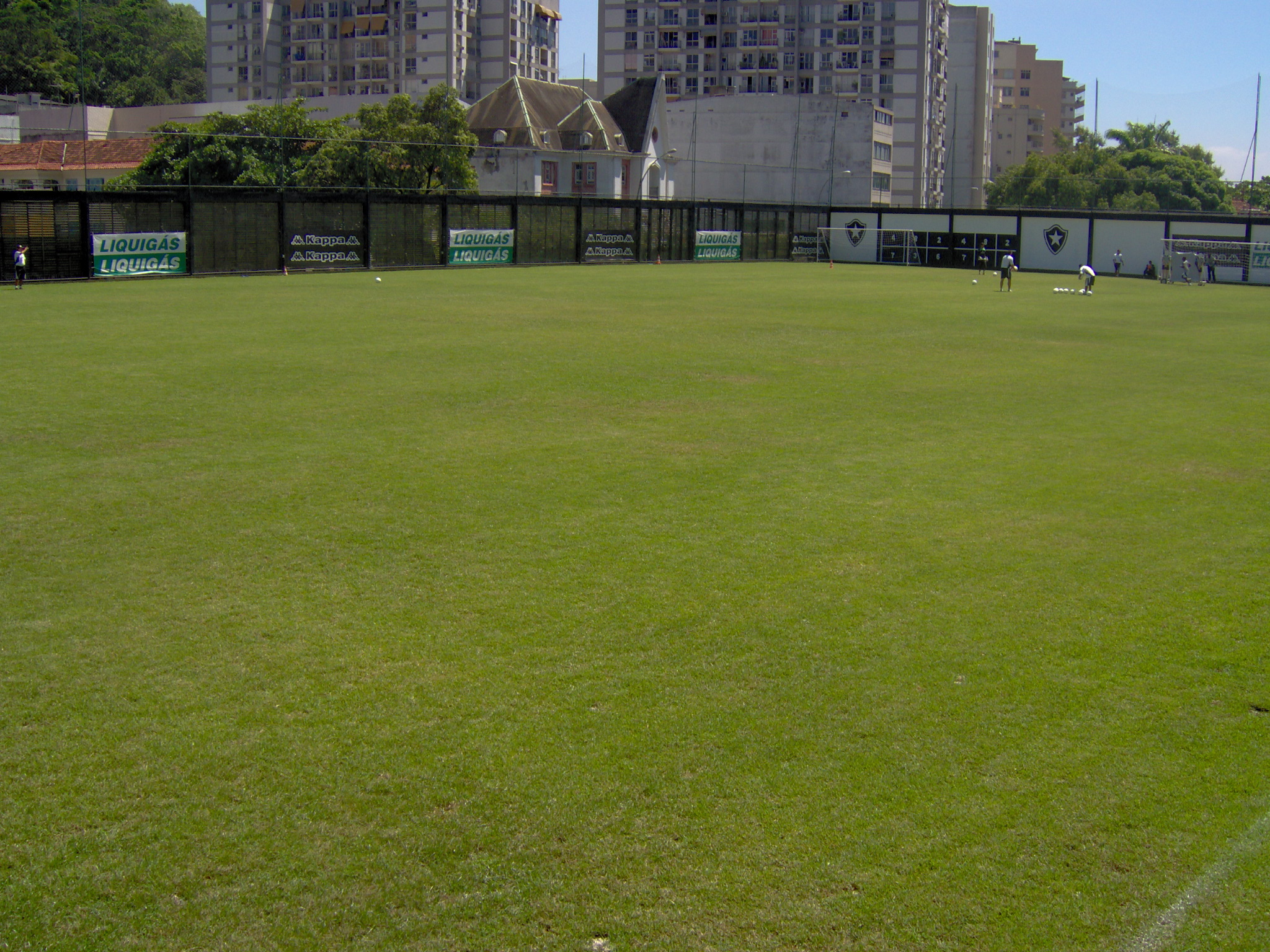
Campo do Centro de Treinamento.

Em 2004, ano do centenário do futebol do clube, foi inaugurado o centro de treinamentos da equipe profissional. O Centro de Treinamento João Saldanha concentra o alojamento do time principal, espaço para treinos, vestiários, refeitório e salas de lazer, além de um campo de grama natural e outro de grama sintética. O CT ainda conta com a moderna sala de imprensa Armando Nogueira.
Em 2010, em ranking feito pelo canal SporTV em parceria com o curso de Especialização em Futebol da Universidade Federal de Viçosa, o CT João Saldanha ficou entre os dez melhores centros de treinamento do país, sendo considerado o melhor do Rio de Janeiro.
Complexo Sócio Esportivo Paulo Azeredo
O complexo esportivo de General Severiano possui ampla estrutura de lazer, com três piscinas (duas recreativas e uma semiolímpica), um ginásio poliesportivo, duas quadras, churrasqueira e sauna. O espaço abriga os treinamentos das equipes de vôlei e basquete, além de escolinhas de vários esportes, como natação, futsal e futebol society.

### Mourisco Mar
Inaugurado em 1969, o Mourisco Mar fica situado na Praia de Botafogo e é a sede de esportes aquáticos do clube. O local, onde treinam as equipes de natação e polo aquático do Glorioso, dispõe de uma piscina olímpica e arquibancada coberta para 1.200 pessoas, além de salas especializadas para as alas médica e nutricional, palestras, fisiologia e musculação.

### Sacopã

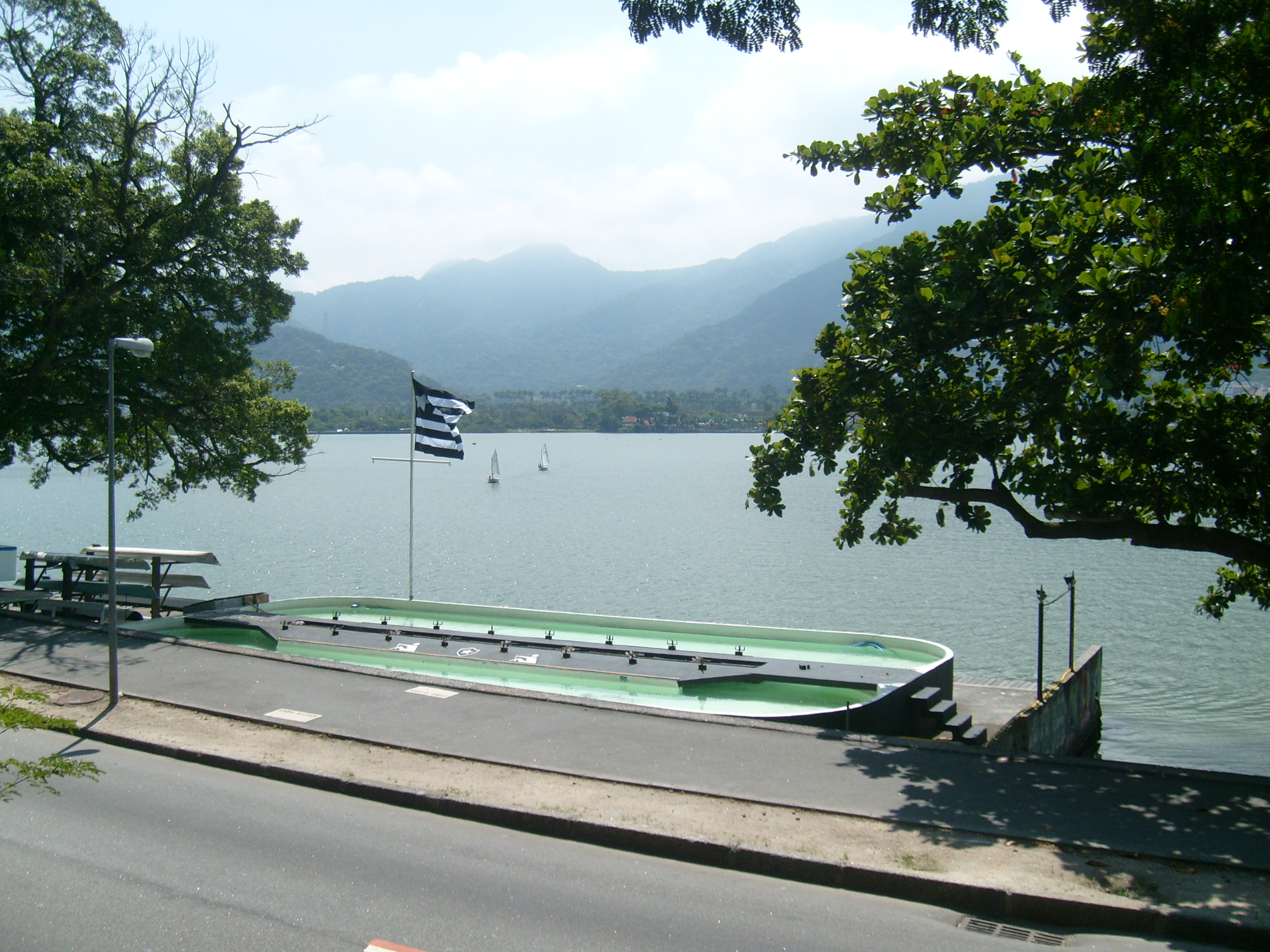
Sede náutica do Botafogo na Lagoa Rodrigo de Freitas.

Situada na Lagoa Rodrigo de Freitas, a sede do Botafogo de remo, conhecida pelo nome de Sacopã, concentra o departamento de regatas do clube. O local é destinado para os treinamentos dos atletas profissionais e para a escolinha de remo. O espaço conta com uma garagem para cinquenta barcos, tanque em solo com capacidade para oito remadores, sala de musculação e alongamento, alojamentos e uma pequena oficina.

### Marechal Hermes
Em 1977, ao perder sua sede de General Severiano, o Botafogo transferiu as atividades do futebol para o bairro de Marechal Hermes, na zona norte do Rio de Janeiro. A mudança aconteceu no dia do aniversário de 73 anos de fundação do Botafogo Football Club. O estádio, chamado Mané Garrincha, só foi utilizado oficialmente pela primeira vez em 22 de outubro de 1978, com vitória de 2–1 sobre a Portuguesa-RJ, pelo Campeonato Estadual.
Nos anos 1990, o Botafogo voltou à sua sede tradicional na zona sul da cidade. A partir de então, a sede de Marechal Hermes passou a abrigar as categorias de base do clube. Atualmente, o local encontra-se abandonado, com um projeto pausado para a construção de um Centro de Treinamento para as categorias de base.

### Caio Martins
Localizado na cidade de Niterói, no complexo esportivo Caio Martins, o estádio recebeu muitos jogos do Botafogo da década de 1980 até 2004. Inaugurado em 1941 pelo Governo do Estado do Rio de Janeiro, foi construído, originalmente, para ser utilizado pelo Canto do Rio, mas está sob concessão ao Botafogo.
No início dos anos 2000, seu nome sofreu alteração pela Câmara de Vereadores da cidade, passando a se chamar Mestre Ziza, em homenagem ao ex-jogador niteroiense Zizinho. Entretanto, alteração não foi de agrado da maioria do torcedores alvinegros, já que Zizinho fez sua carreira jogando pelo rival Flamengo. O nome original ainda continua para o complexo esportivo administrado pela SUDERJ e homenageia o escoteiro Caio Vianna Martins.
Em 2003, o estádio foi reformado e sua capacidade aumentou para 15 mil espectadores. A partir de 2005, porém, as obras foram desfeitas e o Botafogo deixou de utilizar o estádio para jogos e treinos de sua equipe profissional. Atualmente, o local recebe partidas e treinos dos juniores e juvenis do clube.

### Estádio Nilton Santos

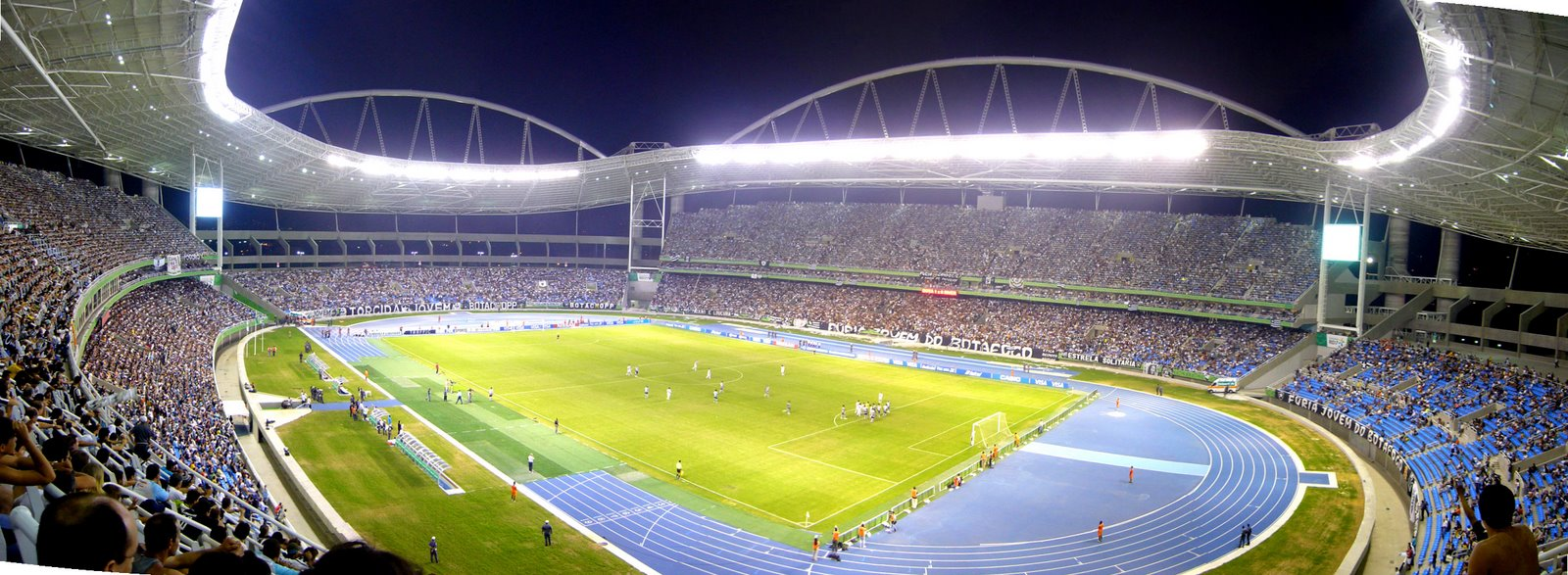
Primeiro jogo do Botafogo como gestor do estádio, em 2007.

Construído pela prefeitura para os Jogos Pan-Americanos de 2007 no bairro do Engenho de Dentro, é oficialmente denominado Estádio Nilton Santos, porém conhecido popularmente como Engenhão. Foi arrendado pelo Botafogo em 2007 pelo prazo de vinte anos. O estádio possui capacidade para cerca de 45 mil espectadores e é o local onde a equipe manda suas partidas. A arena conta ainda com uma pista de atletismo dentro dos padrões internacionais e um campo de aquecimento no exterior do estádio, onde o time profissional também treina.
O Botafogo participou do jogo de abertura, contra o Fluminense, no dia 30 de junho de 2007, vencendo por 2–1. No dia 19 de setembro do mesmo ano, o clube fez seu primeiro jogo como gestor do local, contra o River Plate, em confronto válido pela Copa Sul-Americana, ganhando a partida por 1–0.

## Símbolos

### Estrela Solitária

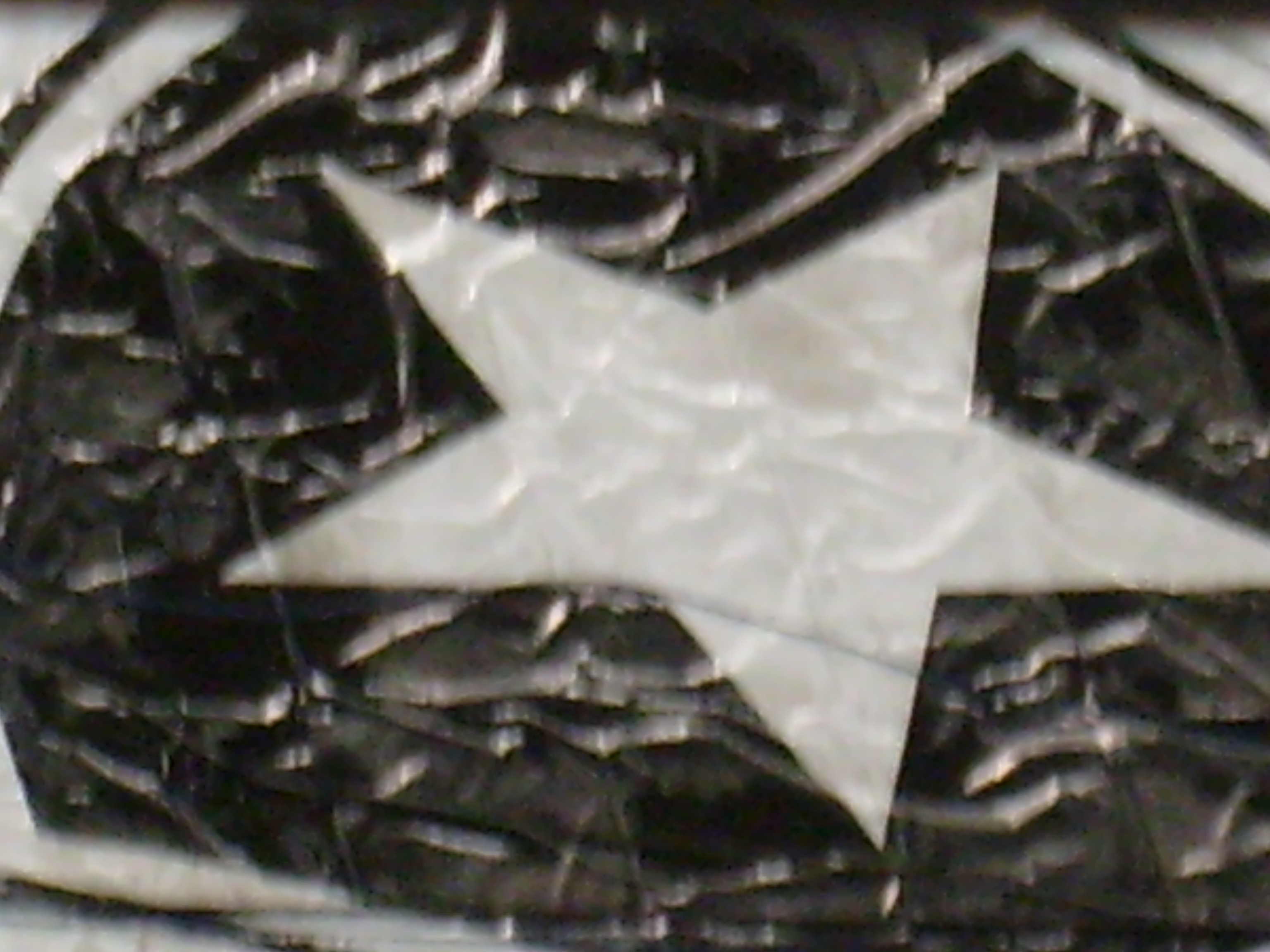
A Estrela Solitária.

A Estrela Solitária, presente no escudo, na bandeira e na flâmula do clube, era o símbolo máximo do Club de Regatas Botafogo. Originalmente, possuía um formato diferente: tinha em cada ponta uma tonalidade, dividindo-as em preto e branco, dando efeito de sombra. Contudo, foi substituída nos primeiros anos pelo famoso modelo da estrela de cinco pontas branca em um fundo preto. A Estrela Solitária representa a Estrela D'Alva e foi adotada porque os remadores do clube, que cedo madrugavam na Enseada de Botafogo, frequentemente viam o planeta Vênus brilhando no céu. Com a fusão dos dois clubes, a estrela apontada para o Zênite também foi adotada como símbolo do futebol. O Botafogo de Futebol e Regatas recebeu como um dos apelidos "clube da Estrela Solitária".

### Escudo

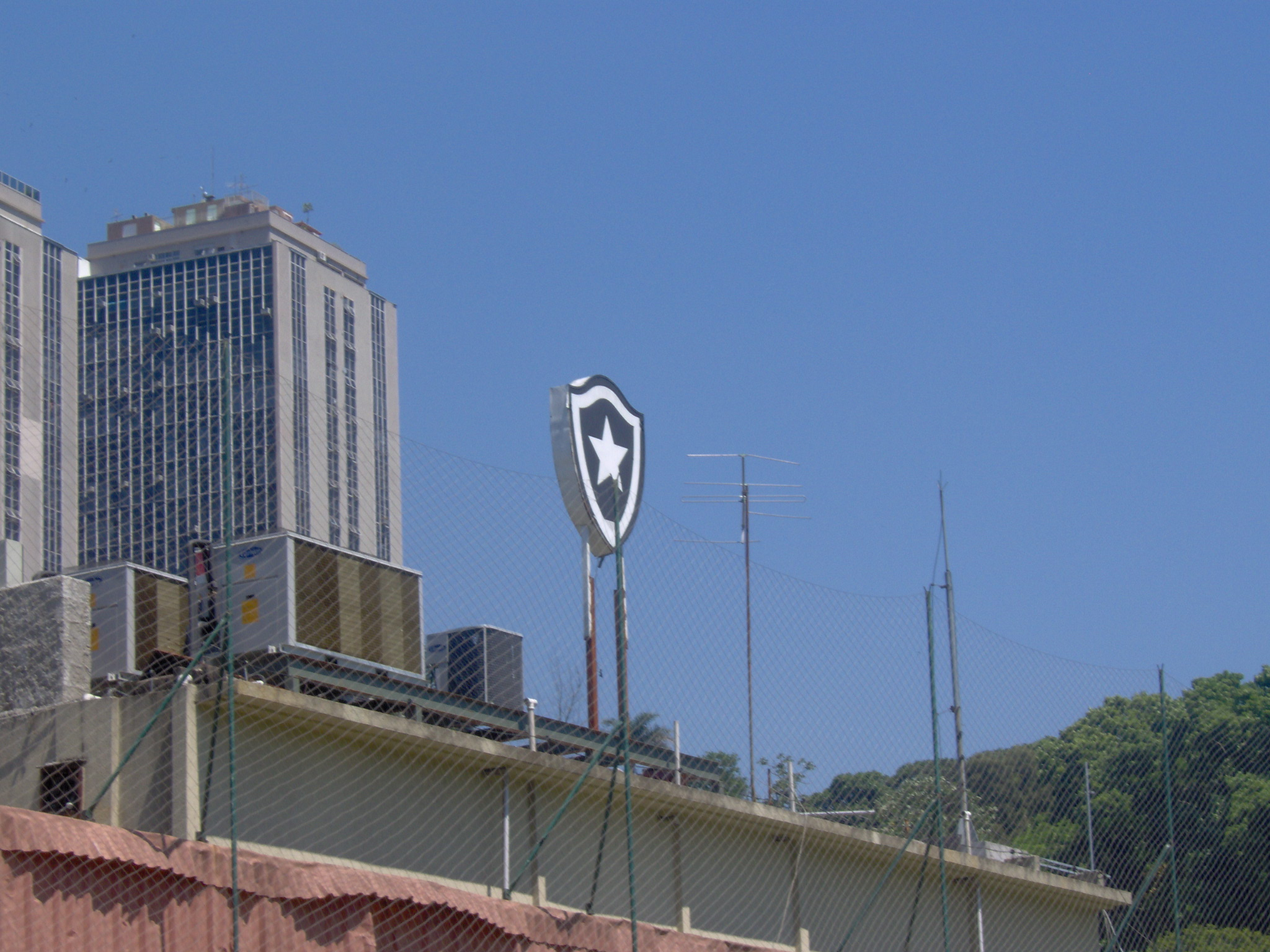
Escudo do Botafogo na sede do clube.

O Club de Regatas Botafogo não possuía um escudo oficial. Havia, porém, um escudo usado popularmente que continha a Estrela Solitária, remos e o monograma do clube, com as iniciais CRB. No uniforme, o clube usava apenas um monograma com a estrela no topo. Em 1919, a estrela se sobrepôs às iniciais, que passaram para dentro dela. Já o escudo do Botafogo Football Club foi desenhado a nanquim por um de seus fundadores, Basílio Viana Júnior. Era um escudo branco no estilo suíço, com o contorno em preto. Ao centro, as iniciais do clube BFC, entrelaçadas em preto. Em 1942, com o surgimento do Botafogo de Futebol e Regatas, manteve-se o formato do escudo do Botafogo Football Club, com a Estrela Solitária branca, do Club de Regatas Botafogo, no lugar das letras, em um fundo preto. Além disso, o escudo recebeu dois contornos: o de dentro branco e o de fora negro.
Em 2008, a revista japonesa T Sports Magazine elegeu os 100 escudos de futebol mais bonitos do mundo e o símbolo do Botafogo foi escolhido como o primeiro colocado. No ano seguinte, foi novamente considerado o escudo mais bonito do mundo, dessa vez pelo site Esporte Info, atual Esporte Final. O time de jurados consistiu de jornalistas, uma designer gráfica e um historiador brasileiros. Em 2013, o site norte-americano Bleacher Report também incluiu o escudo alvinegro entre os 20 mais bonitos do mundo.
Entre 1981 e 2003, acima do escudo oficial do Botafogo havia quatro estrelas menores, que representavam o tetracampeonato carioca conquistado entre os anos de 1932 e 1935. Atualmente, porém, o clube não utiliza mais essas estrelas complementares, fazendo jus ao apelido de Estrela Solitária.

### Bandeira

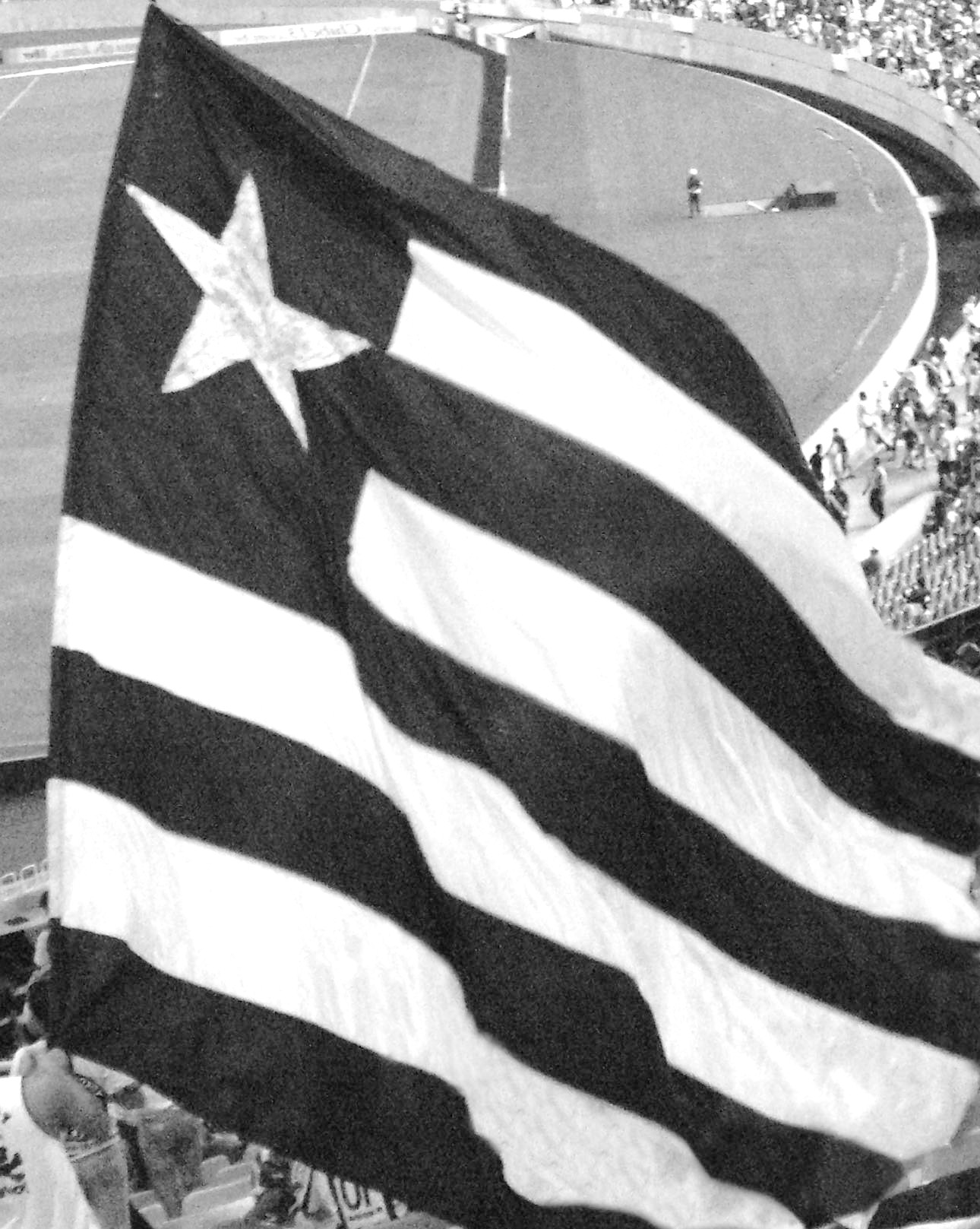
Bandeira do Botafogo.

A bandeira do Botafogo de Futebol e Regatas surgiu após a fusão do Botafogo Football Club com o Club de Regatas Botafogo. O clube de futebol possuía uma bandeira com faixas horizontais pretas e brancas, com o escudo do clube ao centro. Foi bordada pela primeira vez pelas irmãs do ex-presidente Edwin Elkin Hime Júnior: Ruth, Hilda, May, Leah e Miriam. Já a bandeira do clube de regatas era branca, com um quadrilátero preto no canto superior esquerdo e a tradicional Estrela Solitária em branco. Com a fusão, em 1942, permaneceram as faixas horizontais e o quadrilátero preto, com a Estrela Solitária branca no canto superior esquerdo.
O formato oficial da bandeira é de 1,28 metro de largura e 90 centímetros de altura. As listras horizontais têm 10 centímetros de largura cada. São cinco listras pretas e quatro brancas. O retângulo preto, que contém a Estrela Solitária, mede 56 x 40 cm.

### Camisa 7

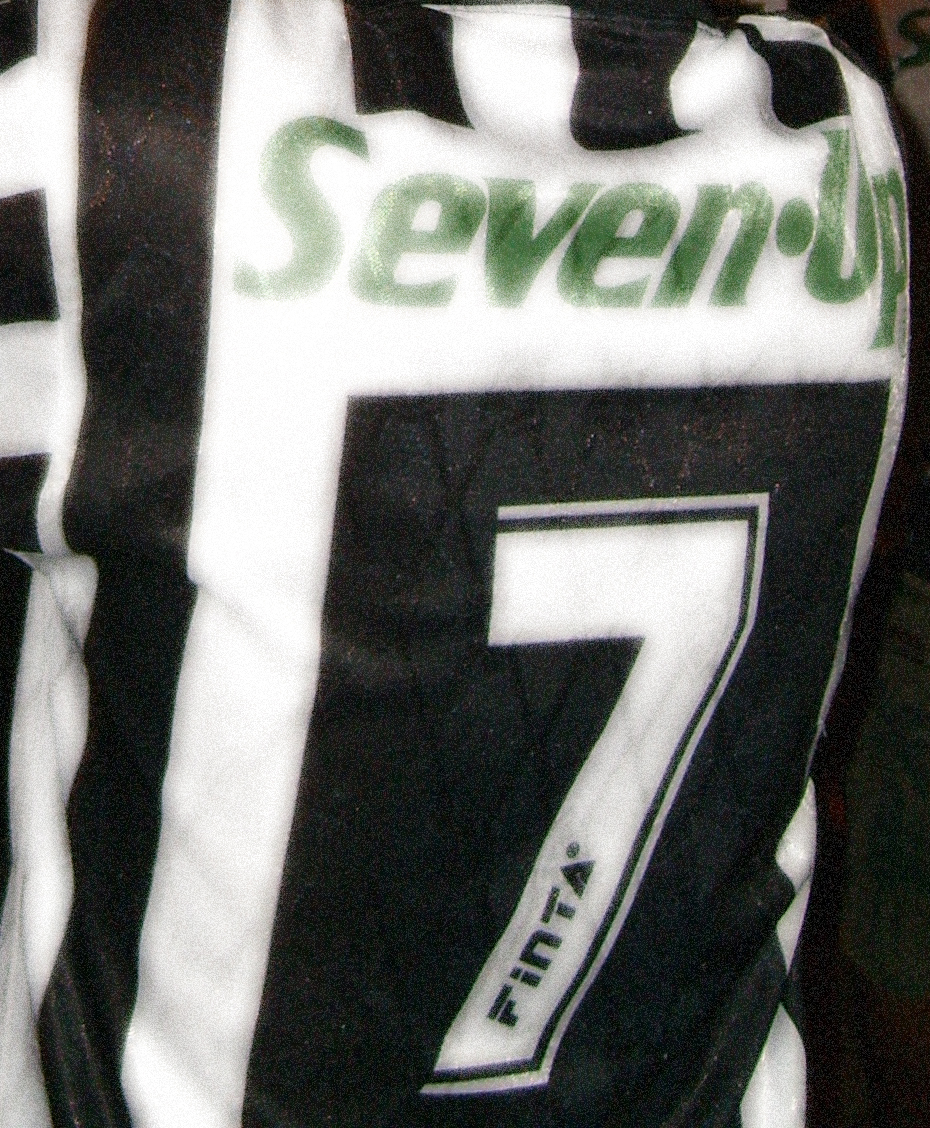
Camisa 7 alvinegra.

A camisa 7 é considerada a mais importante da história do Botafogo. Diversos jogadores do clube se destacaram tanto pelo alvinegro quanto pela Seleção Brasileira vestindo o número místico nas costas. A história de sucesso começou com o atacante Paraguaio, em 1948. O jogador foi um dos grandes responsáveis pelo título carioca daquele ano, conquistado após uma vitória sobre o Expresso da Vitória vascaíno. Nos anos 1960, a camisa 7 vestiu Garrincha, um dos maiores ídolos do clube e da Seleção Brasileira. Com diversos títulos conquistados pelo alvinegro, além de duas Copas do Mundo com a Seleção, o jogador consagrou de vez o número. A partir de então, a camisa sempre foi reservada ao jogador considerado de maior qualidade do time. Na década de 1970, Jairzinho, Rogério e Zequinha mantiveram a mística do 7. A camisa ainda voltaria a ter destaque em 1989: após 21 anos sem vencer o Campeonato Carioca, o atacante Maurício, vestindo o número mágico, fez o gol do título por 1–0 sobre o rival Flamengo.
Nos anos 1990, foi a vez de Túlio Maravilha fazer sucesso com a camisa. Em 1995, com o patrocínio da marca de refrigerante Seven Up, o atacante deixou de lado o número 9 e passou a vestir a camisa 7, graças a uma ação de marketing. Como resultado, a conquista do Campeonato Brasileiro daquele ano, com Túlio sendo o artilheiro da competição. Nos anos 2000, o jogador de maior relevância a usar o número 7 foi o atacante Dodô. Após vestir a camisa 10 nas passagens anteriores pelo clube, trocou de número justamente em 2007. Mesmo sem conquistar títulos naquele ano e após um polêmico caso de doping, a camisa do jogador foi a mais vendida da temporada. Em 2021, o Botafogo nomeou o seu novo programa de sócio-torcedor como "Camisa 7", em referência à história de ídolos do clube com o número. O nome foi escolhido por meio de uma votação online entre torcedores da equipe.

### Hinos
Hino popular
O hino mais difundindo na mídia e no conhecimento popular, apesar de não ser o oficial, foi composto por Lamartine Babo em 1942. Os versos iniciais "Botafogo, Botafogo campeão desde 1910" estão na cabeça dos torcedores, sendo frequentemente cantado nos jogos do time.
Há uma polêmica na letra. Como foi composta na década de 1940, seu registro traz "Campeão desde 1910". Contudo, o primeiro título oficial do Botafogo foi o Campeonato Carioca de 1907, que, devido a divergências entre Botafogo e Fluminense, só foi oficializado em 1996, com a divisão do título pelos dois clubes. Por conta disso, é comum ouvir torcedores cantando uma versão modificada: "Botafogo, Botafogo campeão desde 1907". Neste hino, encontra-se também dois dos principais lemas do clube. São eles: "Foste herói em cada jogo" e "Não podes perder, perder pra ninguém".
No ano de 1997 o hino recebeu uma versão com a sonoridade atualizada para o final da década de 1990 do século XX, nas vozes de Ed Motta, Beth Carvalho, Cláudio Zoli e Eduardo Dussek, no álbum "Os Hinos dos Grandes Clubes Brasileiros cantados por Feras do Rock e da MPB".
No ano de 2004 o hino recebeu uma nova versão para a primeira década do século XXI, desta vez numa versão em samba de Zeca Pagodinho, na edição de 2004 do álbum "Os Hinos dos Grandes Clubes Brasileiros cantados por Feras do Rock e da MPB".
Hino oficial do futebol
O hino oficial do Botafogo Football Club, com letra de Octacílio Gomes e música de Eduardo Souto, não é muito difundido entre a mídia e os torcedores. Isto se deve ao fato de a canção de Lamartine Babo ter sido criada no ano da fusão dos dois clubes e possui, também, um vocabulário menos complexo do que o oficial. Além disso, os hinos oficiais dos outros clubes cariocas também são ofuscados pelas canções de Lamartine, que compôs músicas para, além do Botafogo, America, Flamengo, Fluminense, Vasco, Bangu, Olaria, São Cristóvão, Madureira, Bonsucesso e Canto do Rio.
Hino oficial do remo
O hino do antigo Club de Regatas Botafogo foi escrito por Alberto Ruiz, que foi presidente do clube em 1930.

### Mascotes
Manequinho

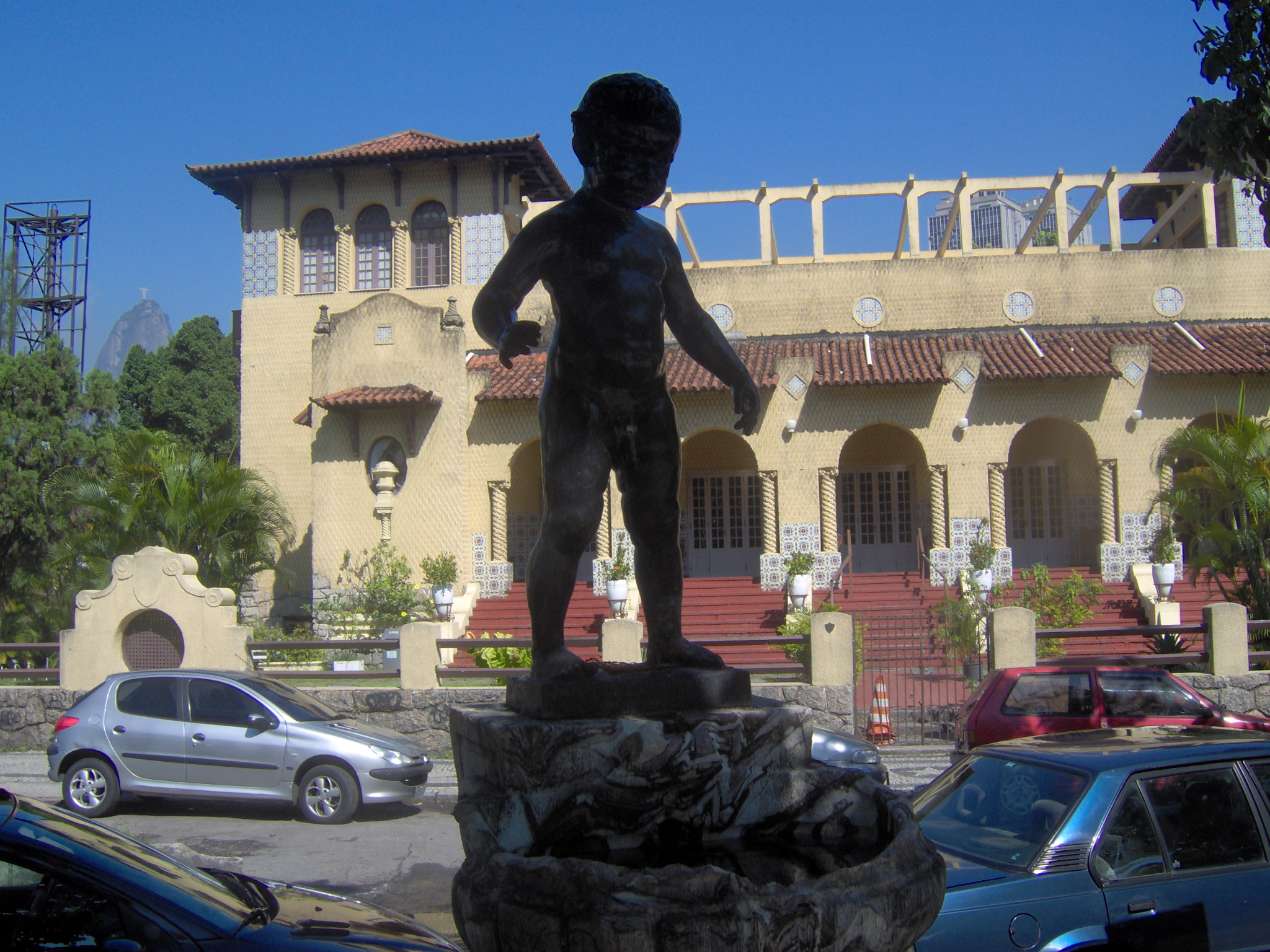
Estátua do Manequinho em frente à sede do clube.

Atualmente, em frente à sede de General Severiano, há uma estátua apelidada de "Manequinho", que faz parte do folclore alvinegro. Tombada em 2002 como patrimônio cultural, representa, de maneira bem-humorada, um menino urinando. É uma reprodução da estátua Manneken Pis, da Praça de Bruxelas, na Bélgica.  Com um metro de altura, foi esculpida originalmente por Belmiro de Almeida, em 1908, e esteve instalada na Praça Marechal Floriano, no Rio de Janeiro, até 1927. Nessa ocasião, foi transferida, por ser considerada um desrespeito aos bons costumes, para a Praia de Botafogo, próxima ao Mourisco Mar.
A imagem passou a ser associada ao Glorioso quando, na comemoração do Campeonato Carioca de 1957, um torcedor vestiu a escultura com a camisa do Botafogo. Os alvinegros, então, passaram a considerá-la um símbolo do clube. Em todas as conquistas de títulos, o Manequinho recebe carinhosamente um uniforme do time.
Em 1990, vândalos roubaram e destruíram o monumento. Uma réplica, de autoria de Amadeu Zani, foi instalada no local para substituí-lo. No ano de 1994, a estátua foi transferida para a praça em frente à sede de General Severiano. Em 2008, após novo ato de vandalismo, o Manequinho teve a peça de seu pênis roubada. A estátua novamente foi restaurada e, no início de novembro desse mesmo ano, o Botafogo assumiu a posse e guarda oficial do monumento.
Pato Donald
Lorenzo Mollas, chargista argentino que trabalhou no Rio de Janeiro nas décadas de 1940 e 50, vestiu o Pato Donald com a camisa do Botafogo nos anos 1940. Logo, a personagem de desenhos da Walt Disney foi adotada como mascote pela torcida. Mollas escolheu o Pato Donald porque ele reclama seus direitos, luta, briga e se defende, como eram os dirigentes alvinegros da época, e, ainda, sem perder a sua elegância ao deslizar pelas águas, aludindo à prática do remo. Apesar do carisma, o mascote nunca foi oficializado por causa dos direitos autorais.
Cachorro "Biriba"

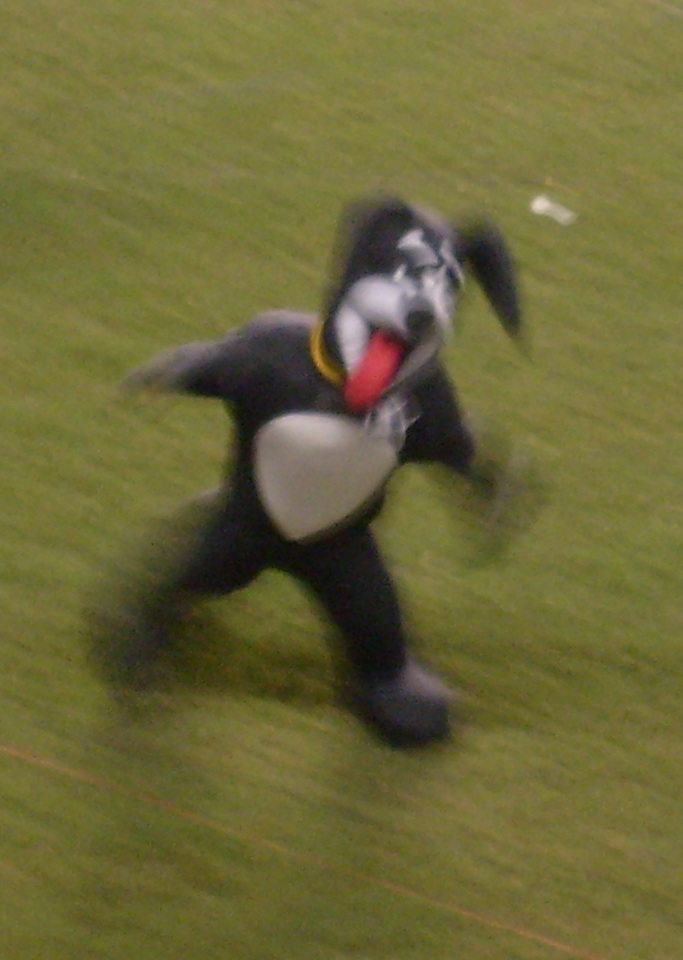
Biriba, mascote lançado em 2008, em homenagem ao eterno amuleto da sorte do clube.

No final dos anos 1940, o supersticioso presidente Carlito Rocha transformou o cachorro Biriba, que pertencia ao zagueiro Macaé, em mascote do clube. Em partida contra o Madureira, válida pelo Campeonato Carioca de 1948, o vira-lata invadiu o gramado no momento da comemoração de um gol alvinegro. A partir de então, Rocha passou a levar o animal em todas as partidas do clube, acreditando que trazia sorte. Em certa ocasião, a diretoria do Vasco da Gama tentou barrar a entrada de Biriba em São Januário, mas Carlito Rocha colocou o cachorro debaixo do braço e desafiou os rivais, permitindo a entrada do animal. Com a presença de Biriba, em 19 jogos, o Botafogo venceu 17 partidas e empatou duas, sagrando-se campeão estadual daquele ano. O simpático mascote botafoguense morreu aos 12 anos, em 1958.
Com a popularidade de Biriba, a figura do cachorro foi adotada como mascote não oficial do clube. A torcida Fúria Jovem, inclusive, tem o animal como símbolo e divide seus grupos por "canis". Em 2008, a tradição do cachorro como mascote alvinegro foi revivida quando o cão Perivaldo (nomeado em homenagem ao ex-jogador do clube nos anos 1970) entrou junto com o time em uma partida da Copa do Brasil. Em suas costas negras, o beagle trazia uma marca de nascença em formato de estrela na cor branca, remetendo ao símbolo máximo do clube, a Estrela Solitária. Contudo, o animal nunca foi adotado oficialmente como mascote.

### Uniformes

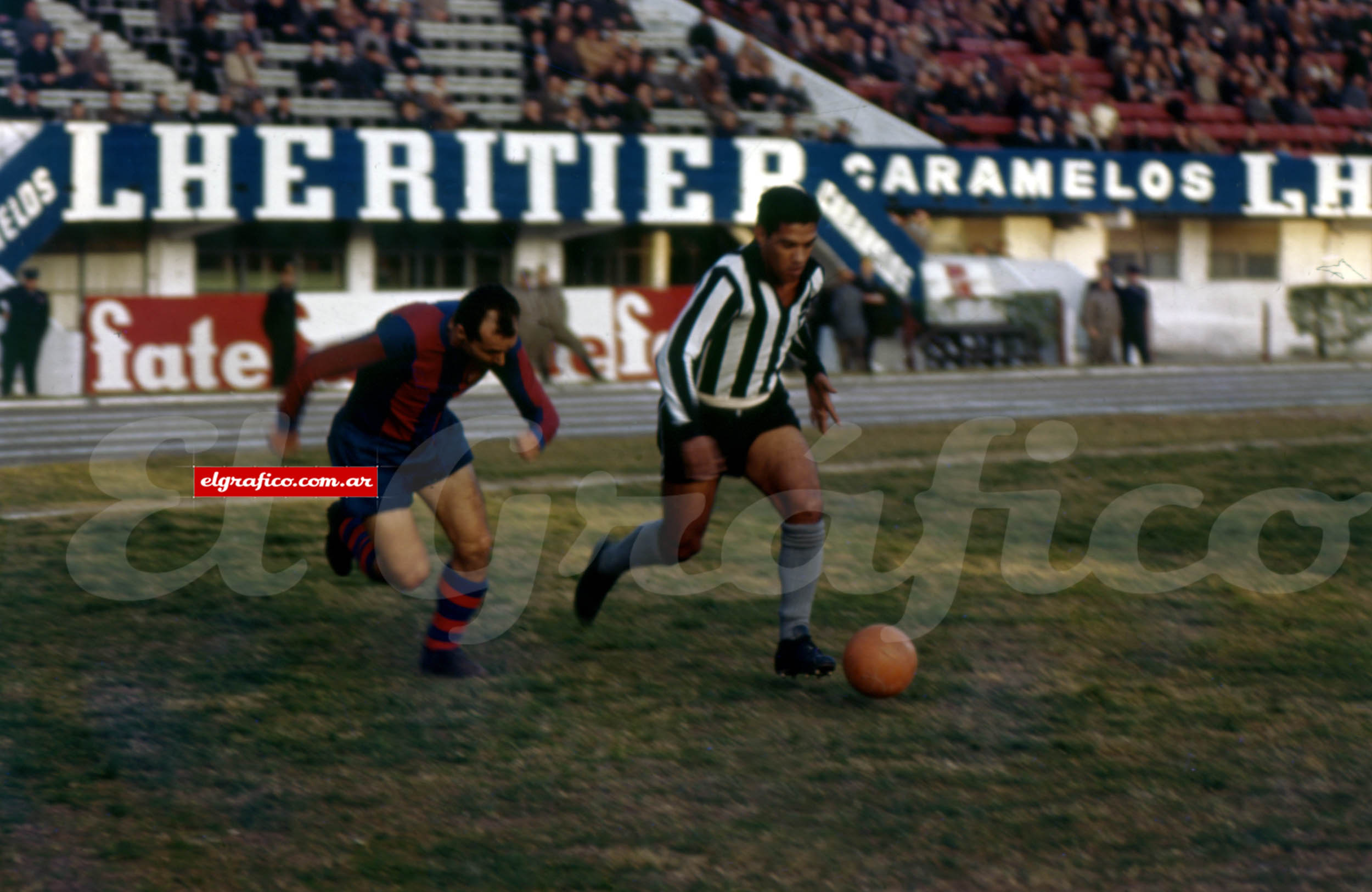
Garrincha na vitória de 2-0 sobre o Barcelona pela Copa Iberoamericana de 1964. O clube usava meiões cinzas havia sete anos.

O Club de Regatas Botafogo dispunha, inicialmente, de dois uniformes diferentes. O primeiro, com camisetas e calções inteiramente negros, era utilizado para as competições em si. O segundo, com camisa alvinegra listrada na horizontal e calções negros, era utilizado somente nos treinamentos. Posteriormente, o clube passou a utilizar como segundo uniforme o traje inteiramente branco. Já o Botafogo Football Club, em seus primeiros anos, usava camisas e calções brancos, com meias cor de abóbora, antes de trocar para as meias pretas. Somente em 1906 a equipe adotaria a tradicional camisa listrada, encomendadas junto à Benetfink & Company, de Londres. A inspiração para as cores veio da Juventus, tradicional equipe da Itália, onde um dos fundadores do Botafogo, Itamar Tavares, havia estudado.
Mesmo com a fusão entre os dois clubes e a formação do Botafogo de Futebol e Regatas, cada esporte manteve seu uniforme: o remo continuou a vestir negro e o futebol usava camisa listrada com calções e meias pretos. Porém, em 1948, o Botafogo passou a utilizar calções e meias brancos, fato que durou sete anos. De 1954 a 1956, devido ao suicídio do presidente Getúlio Vargas, o Botafogo usou novamente calção e meias negros. Em 1956, voltou a usar os dois equipamentos inferiores em branco novamente, por um curto período de tempo. Em 1957, passou a usar também meiões na cor cinza.
A camisa do Botafogo deve possuir nove listras verticais de igual tamanho, conforme o estatuto do clube. Normalmente, a listra central é da cor preta, porém, em algumas oportunidades, foram utilizadas na cor branca. Detalhes nas mangas e na altura do ombro também são aceitos para facilitar a diversidade ano a ano. De acordo com o estatuto, o uniforme deve ser nas cores alvinegras. Portanto, suas camisas reservas são predominantemente brancas ou pretas, tal qual são as cores dos calções e das meias. O uniforme de goleiro não precisa seguir o regulamento do clube.

## Títulos
| HONRARIAS      | HONRARIAS                                                                  | HONRARIAS | HONRARIAS |
|                | Honraria                                                                   | Títulos   | Temporadas |
| -------------- | -------------------------------------------------------------------------- | --------- | --- |
|                | Taça Líder                                                                 | 1         | 1962 |
|                | Fita Azul Internacional                                                    | 1         | 1965 |
|                | Tríplice Coroa                                                             | 1         | 1968 |
|                | 12º Maior Clube do Mundo e 3º Maior Clube do Brasil pelo Século XX da FIFA | 1         | 1901 – 2000 |
|                | 4º Maior Clube da América do Sul pelo Século XX da FIFA                    | 1         | 1901 – 2000 |
|                | 10° Melhor Clube Brasileiro do Século XX                                   | 1         | 1901 – 2000 |
|                | O Melhor Clube da América do Sul e 5° Melhor do Mundo                      | 1         | 2024 |
|                | O Melhor Clube do Brasil                                                   | 1         | 2024 |
| CONTINENTAIS   |                                                                            |           | |
|                | Competição                                                                 | Títulos   | Temporadas |
|                | Copa Libertadores da América                                               | 1         | 2024 |
|                | Copa CONMEBOL                                                              | 1         | 1993 |
| NACIONAIS      |                                                                            |           | |
|                | Competição                                                                 | Títulos   | Temporadas |
|                | Campeonato Brasileiro                                                      | 3         | 1968, 1995 e 2024 |
|                | Campeonato Brasileiro - Série B                                            | 2         | 2015 e 2021 |
| INTERESTADUAIS |                                                                            |           | |
|                | Competição                                                                 | Títulos   | Temporadas |
|                | Torneio Rio-São Paulo                                                      | 4         | 1962, 1964, 1966 e 1998 |
| ESTADUAIS      |                                                                            |           | |
|                | Competição                                                                 | Títulos   | Temporadas |
|                | Campeonato Carioca                                                         | 21        | 1907, 1910, 1912, 1930, 1932, 1933, 1934, 1935, 1948, 1957, 1961, 1962, 1967, 1968, 1989, 1990, 1997, 2006, 2010, 2013 e 2018 |
|                | Torneio Início                                                             | 8         | 1934, 1938, 1947, 1961, 1962, 1963, 1967 e 1977                                                                               |
|                | Torneio Municipal                                                          | 1         | 1951 |
|                | Torneio Extra                                                              | 1         | 1958 |
|                | Taça Guanabara Independente                                                | 2         | 1967, 1968 |
| MUNICIPAIS     |                                                                            |           | |
|                | Competição                                                                 | Títulos   | Temporadas |
|                | Taça Cidade Maravilhosa                                                    | 1         | 1996 |
| TOTAL          |                                                                            |           | |
|                | Conquistas                                                                 | Títulos   | Categorias |
|                | Títulos Oficiais                                                           | 45        | 2 Continentais, 5 Nacionais, 4 Interestaduais, 33 Estaduais e 1 Municipal                                                     |

## Estatísticas

### Participações
|  | Participações em 2025 |

| Competição                    | Competição                   | Temporadas                           | Melhor campanha             | Estreia | Última | P | R |
| Rio de Janeiro                | Campeonato Carioca           | 119                                  | Campeão (21 vezes)          | 1906    | 2025   |   | – |
| Brasil                        | Campeonato Brasileiro        | 60                                   | Campeão (1968, 1995 e 2024) | 1962    | 2025   |   | 3 |
| Brasil                        | Série B                      | 3                                    | Campeão (2015 e 2021)       | 2003    | 2021   | 3 | – |
| Brasil                        | Copa do Brasil               | 32                                   | Vice-campeão (1999)         | 1990    | 2025   |   |   |
| Brasil                        | Supercopa Rei                | 1                                    | Vice-campeão (2025)         | 2025    | 2025   |   |   |
|                               | Copa Libertadores da América | 7                                    | Campeão (2024)              | 1963    | 2025   |   |   |
| Copa Sul-Americana            | 9                            | Quartas de final (2008, 2009 e 2023) | 2006                        | 2023    |        |   |   |
| Recopa Sul-Americana          | 2                            | Vice-campeão (1994 e 2025)           | 1994                        | 2025    |        |   |   |
|                               | Dérbi das Américas da FIFA   | 1                                    | Vice-campeão (2024)         | 2024    | 2024   |   |   |
|                               | Mundial de Clubes FIFA       | 1                                    | Oitavas de final (2025)     | 2025    | 2025   |   |   |
| Copa Intercontinental da FIFA | 1                            | Quartas de final (2024)              | 2024                        | 2024    |        |   |   |

### Campanhas de destaque
| Botafogo de Futebol e Regatas   | Botafogo de Futebol e Regatas | Botafogo de Futebol e Regatas | Botafogo de Futebol e Regatas | Botafogo de Futebol e Regatas |
| Torneio                         | Campeão                       | Vice-campeão                  | Terceiro colocado             | Quarto colocado               |
| ------------------------------- | ----------------------------- | ----------------------------- | ----------------------------- | ----------------------------- |
| Dérbi das Américas da FIFA      | 0 (não possui)                | 1 (2024)                      | —                             | —                             |
| Copa Libertadores da América    | 1 (2024)                      | 0 (não possui)                | 1 (1963)                      | 0 (não possui)                |
| Copa CONMEBOL                   | 1 (1993)                      | 0 (não possui)                | 0 (não possui)                | 0 (não possui)                |
| Recopa Sul-Americana            | 0 (não possui)                | 2 (1994, 2025)                | —                             | —                             |
| Copa Master da Conmebol         | 0 (não possui)                | 0 (não possui)                | 0 (não possui)                | 1 (1996)                      |
| Campeonato Brasileiro           | 3 (1968, 1995, 2024)          | 3 (1962, 1972, 1992)          | 2 (1963, 1971)                | 4 (1969, 1981, 1989, 2013)    |
| Copa do Brasil                  | 0 (não possui)                | 1 (1999)                      | 1 (2007)                      | 2 (2008, 2017)                |
| Supercopa Rei                   | 0 (não possui)                | 1 (2025)                      | —                             | —                             |
| Campeonato Brasileiro – Série B | 2 (2015, 2021)                | 1 (2003)                      | 0 (não possui)                | 0 (não possui)                |
| Torneio Rio-São Paulo           | 4 (1962, 1964, 1966, 1998)    | 4 (1960, 1961, 1965, 2001)    | 1 (1955)                      | 4 (1953, 1963, 1999, 2000)    |
| Campeonato Carioca              | 21 vezes                      | 21 vezes                      | 21 vezes                      | 26 vezes                      |

### Elenco atual
Última atualização: 24 de julho de 2025

### Futebolistas históricos

#### Muro dos Ídolos
Em 2008, a barra brava Loucos pelo Botafogo pintou um muro localizado em frente à calçada da sede de General Severiano com homenagens a diversos jogadores históricos considerados ídolos do clube. O muro foi restaurado e repaginado em 2015, e conta atualmente com homenagens aos seguintes jogadores:
 Jogadores que, no Mundo, só jogaram pelo Botafogo de Futebol e Regatas
 Jogadores que, no Brasil, só jogaram pelo Botafogo de Futebol e Regatas
 Jogadores que, no Estado do Rio de Janeiro, só jogaram pelo Botafogo de Futebol e Regatas

#### Jogadores campeões pela Seleção

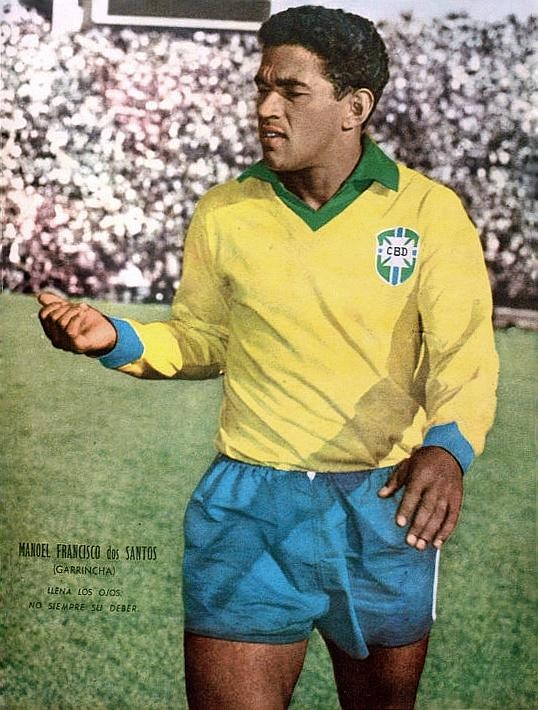
Garrincha durante a Copa do Mundo de 1962.

Ao todo, o Botafogo cedeu 48 jogadores para a Copa do Mundo: 47 para a Seleção Brasileira e um para a Seleção Uruguaia – Loco Abreu, em 2010. Já na edição de 2014, o uruguaio Lodeiro participou oficialmente como atleta do clube, mas não é contabilizado, pois já estava com sua transferência acertada para o Corinthians antes mesmo do início do torneio. Dentre eles, oito foram campeões da Copa do Mundo como atletas do Botafogo, somando 12 títulos no total: Didi, Garrincha e Nilton Santos venceram o Mundial duas vezes, em 1958 e 1962; Amarildo e Zagallo também foram campeões em 1962; enquanto Jairzinho, Paulo César Caju, Roberto Miranda e Rogério conquistaram o torneio em 1970. Em 1962, o Botafogo teve também o artilheiro da competição: Garrincha, com quatro gols, ao lado de Flórián Albert, Valentin Ivanov, Dražan Jerković, Leonel Sánchez e Vavá. Jairzinho, por sua vez, nunca foi artilheiro do Mundial, mas é o único ao lado do uruguaio Ghiggia, que marcou gols em todos os jogos de uma edição de Copa do Mundo, respectivamente em 1970 e 1950. Didi em 1958 e Garrincha em 1962 foram eleitos os melhores jogadores das competições. Em 1998, Garrincha e Nilton Santos foram indicados à seleção mundial do século XX da Copa do Mundo da FIFA.
Além deles, outros jogadores também foram campeões por suas seleções durante a passagem pelo alvinegro. O Botafogo teve 8 atletas campeões, somando 9 títulos da Copa América: pela Seleção Brasileira, os campeões foram Palamone, em 1919 e 1922; Luís Menezes, em 1919; Nilton Santos, Octávio Moraes e Osvaldo, em 1949; Josimar e Mauro Galvão, em 1989; e Gonçalves em 1997. Em 2011, Loco Abreu foi campeão pela Seleção Uruguaia. O Botafogo também teve dois jogadores que conquistaram o título da Copa das Confederações enquanto defendiam o clube: o zagueiro Gonçalves, em 1997, e o goleiro Jefferson, em 2013. Por fim, o zagueiro canadense Tony foi campeão da Copa Ouro da CONCACAF de 2000 pela Seleção do Canadá. O Botafogo ainda possui diversos jogadores campeões pela Seleção em torneios como o Superclássico das Américas e a Copa Rio Branco, além de outras competições amistosas.

### Grandes treinadores

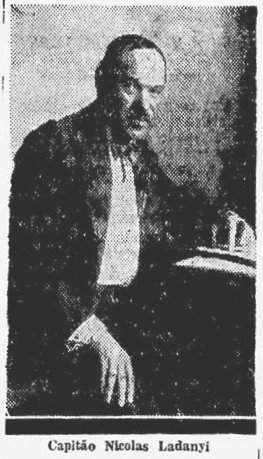
Nicolas Ladanyi foi duas vezes campeão carioca com o Botafogo.

O Botafogo já contou com uma enorme quantidade de técnicos em seu comando. O cargo foi exercido primeiramente por Octávio Werneck, em 1906, como chefe da comissão técnica. Até 1923, o clube não possuía um treinador que comandasse a equipe sozinho, mas sim uma comissão encabeçada por indivíduos pré-determinados. O primeiro técnico a dirigir o time individualmente foi o uruguaio Juan Carlos Bertone.

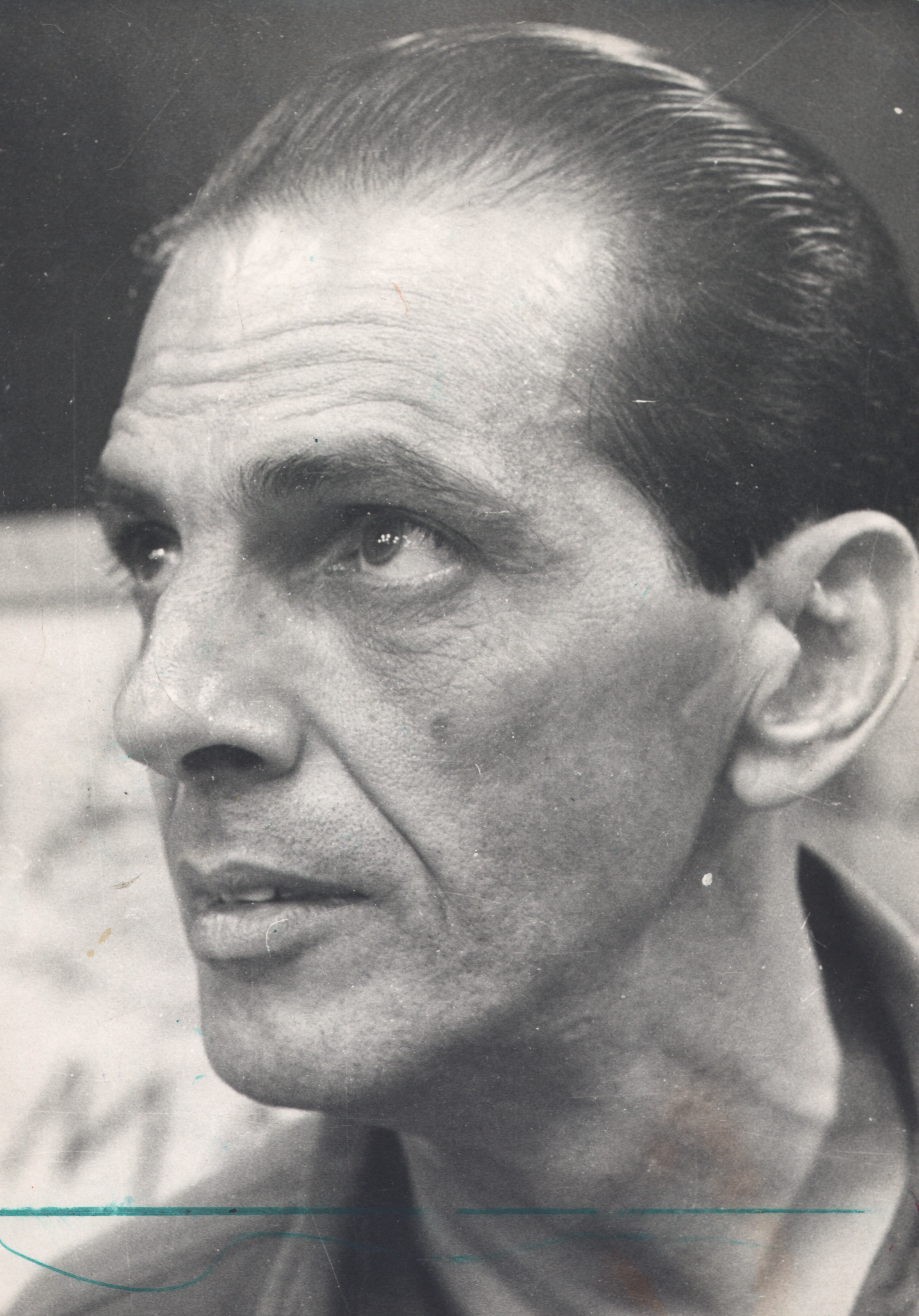
Jornalista e torcedor, João Saldanha foi chamado para o cargo em 1957.

Na década de 1930, o húngaro Nicolas Ladanyi foi o treinador botafoguense nas conquistas estaduais de 1930 e 1932. O técnico Armindo Nobs ganhou os Campeonatos Carioca de 1933 e 1934, ano em que deixou o cargo. Quem assumiu seu lugar foi Carlito Rocha, que já havia sido líder de comissão técnica em 1917, ao lado de Oldemar Murtinho, e treinado a equipe em outras quatro ocasiões na década de 1920. Em 1935, dirigiu o time na conquista do quarto título seguido de campeão carioca, e também de 1936 a 1939. Carlito, que já havia sido jogador, ainda se tornaria presidente do Botafogo na década de 1940.
Outro técnico que entrou para a história como um dos principais do Botafogo foi o jornalista João Saldanha, que foi o treinador campeão do Campeonato Carioca de 1957. Na década de 1960, Marinho Rodrigues se destacou ao ser campeão do Torneio Rio-São Paulo em 1962, além de garantir o bicampeonato carioca em 1961 e 1962. No mesmo período, Zagallo entrou para a história conquistando o Campeonato Brasileiro de 1968, o bicampeonato carioca de 1967 e 1968, e o tricampeonato do Troféu Triangular de Caracas, em 1967, 1968 e 1970, além de ter vencido a Copa do Mundo de 1970, enquanto ocupava o cargo de técnico do clube. Os treinadores não eram exclusivos da seleção nesse período. Na década de 1970, o cargo também foi ocupado por uma série de ex-jogadores, assim como Zagallo. Paraguaio, técnico do Campeonato Brasileiro de 1971, quando o Botafogo foi o terceiro colocado,[carece de fontes?] e Sebastião Leônidas, treinador vice-campeão brasileiro de 1972 foram os nomes de maior destaque, mas a lista também conta com ex-jogadores como Carvalho Leite, Geninho, Martim Silveira, Sylvio Pirillo, Paulistinha, Joel Martins, Carlos Roberto, entre outros.
Em 1989, quando o Botafogo pôs fim a uma sequência de 21 anos sem vencer o Campeonato Carioca, Valdir Espinosa era o treinador. Em outras conquistas importantes nos anos 1990, aponta-se Paulo Autuori, o técnico campeão brasileiro de 1995, e Carlos Alberto Torres, campeão da Copa CONMEBOL de 1993. Torres também treinou a equipe alvinegra em situações ruins em três oportunidades, quando o time precisava escapar do rebaixamento no Campeonato Brasileiro, entre 1997 e 2002. Nesta última, não conseguiu evitar o descenso do time nos jogos finais. Na Série B de 2003, Levir Culpi foi o encarregado de comandar o Botafogo e levou a equipe de volta à Série A.

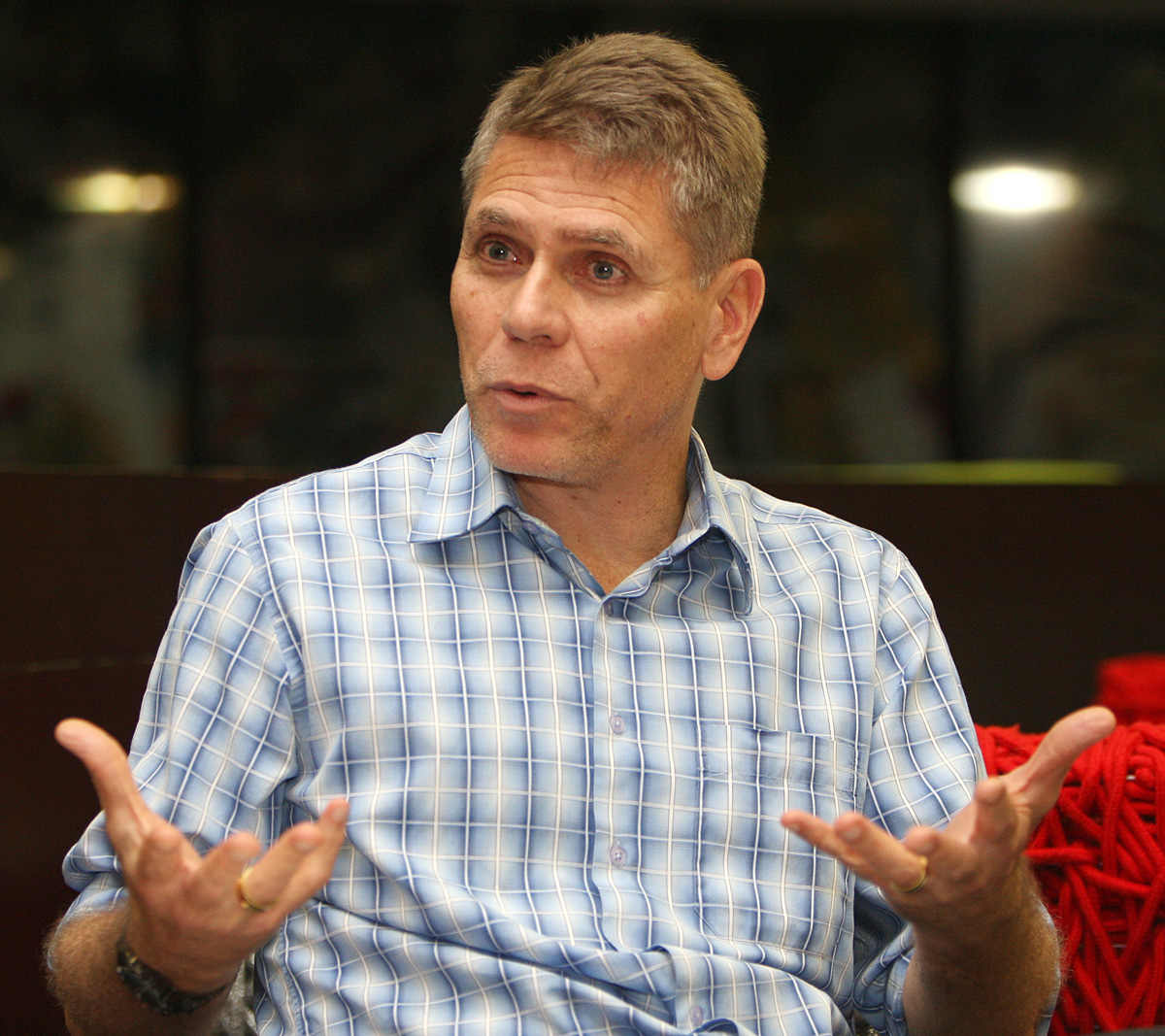
Paulo Autuori era o técnico do clube no Campeonato Brasileiro de 1995.

Nos anos 2000, Cuca se destacou como um dos técnicos mais importantes da história recente do Botafogo. Chegou a ser considerado ídolo por dirigentes e torcedores e teve uma série de produtos lançados com seu nome. Cuca assumiu o cargo em maio de 2006 e ficou, inicialmente, até setembro de 2007, quando pediu demissão e foi substituído por Mário Sérgio até ser readmitido nove dias depois. Durante a sua passagem pelo Botafogo, montou o time apelidado de Carrossel Alvinegro, com um esquema tático ofensivo e de muita movimentação que liderou o Campeonato Brasileiro de 2007 por 11 rodadas. O Botafogo de Cuca venceu a Taça Rio em 2007 e 2008, além da Copa Peregrino. Contudo, ficou marcado por não ter conquistado títulos relevantes e pelas derrotas traumáticas.
Em 2010, Joel Santana, que havia sido campeão carioca em 1997 pelo Fogão, retornou ao clube. Sua nova passagem ficou marcada por seu jeito folclórico e pela conquista do Campeonato Carioca de 2010. Para 2012, o clube acertou com Oswaldo de Oliveira, que estava há cinco temporadas no Kashima Antlers, do Japão. Em dois anos no Botafogo, Oswaldo conquistou o Campeonato Carioca de 2013 e a vaga na Libertadores de 2014, competição que a equipe não disputava havia 18 anos.

### Mais jogos
| Nº  | Jogador           | Período(s)                             | Jogos | Ref.    |
| 1°  | Nilton Santos     | 1948–1964                              | 721   | [ 116 ] |
| 2°  | Garrincha         | 1953–1965                              | 612   | [ 116 ] |
| 3°  | Jefferson         | 2003–2005 e 2009–2018                  | 459   | [ 116 ] |
| 4°  | Valtencir         | 1967–1976                              | 453   | [ 116 ] |
| 5°  | Quarentinha       | 1954–1964                              | 444   | [ 116 ] |
| 6°  | Manga             | 1959–1968                              | 442   | [ 116 ] |
| 7°  | Carlos Roberto    | 1967–1976                              | 440   | [ 116 ] |
| 8°  | Geninho           | 1940–1954                              | 425   | [ 116 ] |
| 9°  | Jairzinho         | 1962–1974 e 1981                       | 412   | [ 116 ] |
| 9°  | Wágner            | 1993–2002                              | 412   | [ 116 ] |
| 11° | Osmar             | 1970–1979                              | 387   | [ 116 ] |
| 12° | Juvenal           | 1946–1957                              | 384   | [ 116 ] |
| 13° | Gérson dos Santos | 1945–1956                              | 372   | [ 116 ] |
| 14° | Wilson Gottardo   | 1987–1990 e 1994–1996                  | 354   | [ 116 ] |
| 15° | Roberto Miranda   | 1962–1973                              | 349   | [ 116 ] |
| 16° | Pampolini         | 1955–1962                              | 347   | [ 116 ] |
| 17° | Nei Conceição     | 1966–1974                              | 342   | [ 116 ] |
| 18° | Mendonça          | 1975–1982                              | 336   | [ 116 ] |
| 19° | Didi              | 1956–1959, 1960–1962, 1964 e 1964–1965 | 313   | [ 116 ] |
| 20° | Paulistinha       | 1958–1969                              | 305   | [ 116 ] |

### Mais gols
| Nº  | Jogador           | Período(s)                             | Gols | Ref.    |
| 1°  | Quarentinha       | 1954–1964                              | 313  | [ 116 ] |
| 2°  | Carvalho Leite    | 1928–1941                              | 261  | [ 116 ] |
| 3°  | Garrincha         | 1953–1965                              | 245  | [ 116 ] |
| 4°  | Heleno de Freitas | 1940–1948                              | 209  | [ 116 ] |
| 5°  | Nilo              | 1919–1923 e 1927–1938                  | 190  | [ 116 ] |
| 6°  | Jairzinho         | 1962–1974 e 1981                       | 189  | [ 116 ] |
| 7°  | Octávio Moraes    | 1942–1953                              | 171  | [ 116 ] |
| 8°  | Túlio Maravilha   | 1994–1996, 1998, 2000 e 2012–2013      | 167  | [ 116 ] |
| 9°  | Roberto Miranda   | 1962–1973                              | 154  | [ 116 ] |
| 10° | Dino da Costa     | 1948–1955                              | 144  | [ 116 ] |
| 11° | Amarildo          | 1958–1963                              | 136  | [ 116 ] |
| 12° | Paulinho Valentim | 1956–1960                              | 135  | [ 116 ] |
| 13° | Nílson Dias       | 1970–1979                              | 127  | [ 116 ] |
| 14° | Mendonça          | 1975–1982                              | 118  | [ 116 ] |
| 15° | Geninho           | 1940–1954                              | 115  | [ 116 ] |
| 16° | Didi              | 1956–1959, 1960–1962, 1964 e 1964–1965 | 114  | [ 116 ] |
| 17° | Zezinho           | 1948–1954                              | 110  | [ 116 ] |
| 18° | Pascoal           | 1937–1943                              | 105  | [ 116 ] |
| 19° | Patesko           | 1934–1943                              | 102  | [ 116 ] |
| 20° | Gérson            | 1963–1969                              | 96   | [ 116 ] |

## Torcida

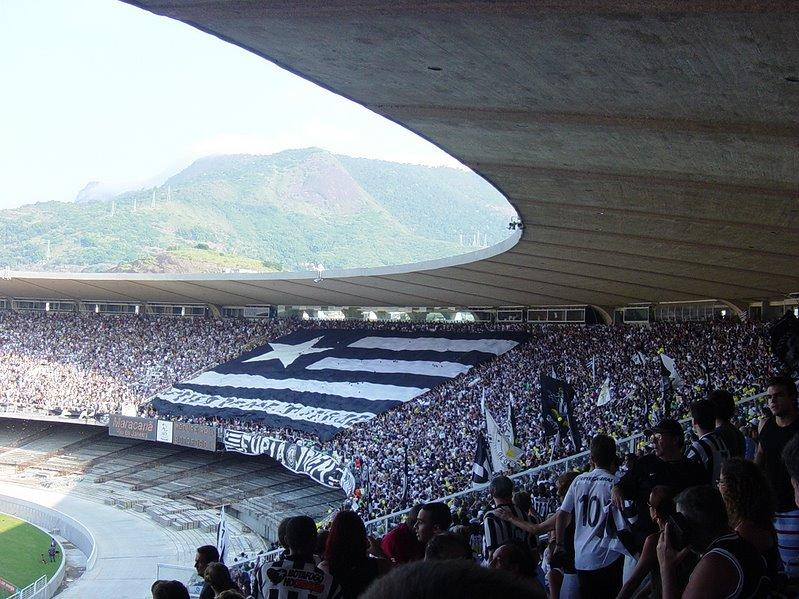
Torcida do Botafogo no Maracanã, durante a final do Campeonato Carioca de 2006.

Historicamente, a torcida do Botafogo era formada por moradores dos bairros próximos ao clube, como Botafogo, Copacabana e Urca. A popularização botafoguense teve início apenas na década de 1940, especialmente com a presença do craque Heleno de Freitas. A geração seguinte, nas décadas de 1950 e 1960, é inspirada pela chamada "época de ouro" do clube, liderada por Garrincha.
De acordo com as pesquisas Datafolha, Lance!-Ibope e Pluri Stochos, o Botafogo possui a 12.ª maior torcida do Brasil, por vezes empatado com a 10.ª e a 13.ª maior. Segundo a Pluri Stochos, o Botafogo possui a 8.ª maior torcida das regiões Norte e Centro-Oeste, a 10.ª maior torcida da região Sudeste e a 15.ª maior do Nordeste. A estimativa é que o clube tenha cerca de 3,4 milhões de torcedores em todo o Brasil.

### Torcidas organizadas

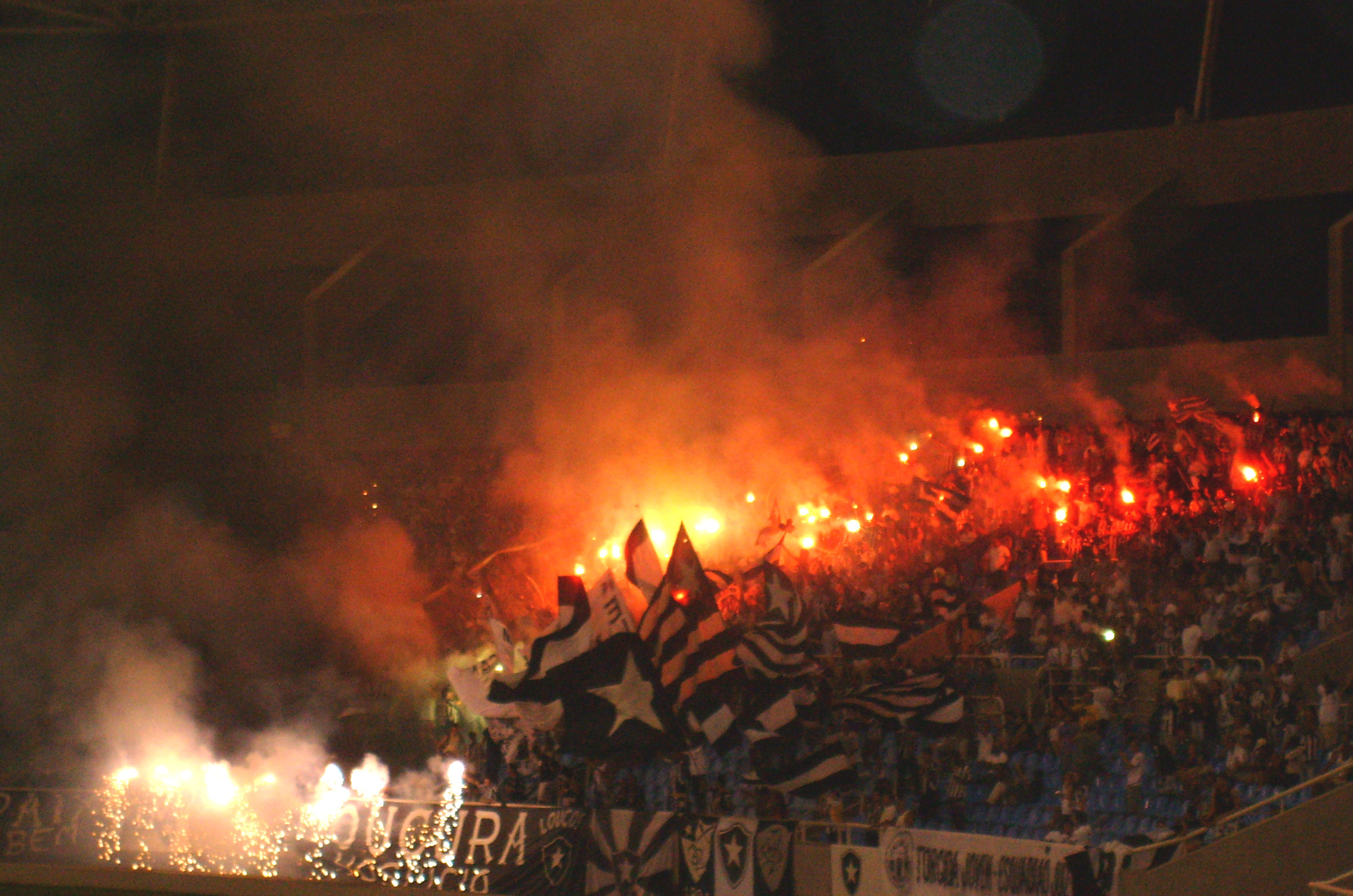
A Loucos pelo Botafogo recepciona o time no Nilton Santos.

O primeiro movimento de torcedores organizados do clube foi a Torcida Organizada do Botafogo (TOB), formada em 7 de julho de 1957. Atualmente, a TOB já não existe mais, porém, desde então, muitas outras organizadas foram criadas ao longo dos anos. Em 1969, surgiu a Torcida Jovem do Botafogo (TJB), a organizada do clube mais antiga em atividade. Já a Fúria Jovem do Botafogo (FJB) foi criada em 2001, a partir de dissidentes da TJB. No início do século, se tornou a maior torcida organizada do alvinegro, mas perdeu espaço por conta de sucessivas punições e afastamentos devido a atos de violência de seus membros filiados, assim como a TJB. Com isso, ganhou espaço o movimento Loucos pelo Botafogo, formado em 2006 com o intuito de ser a barra brava do clube. A Loucos, como é conhecida, não se considera uma torcida organizada, pois não possui uniforme e entoa cantos direcionados apenas ao Botafogo.
Outra organizada de destaque é a Torcida Botachopp, fundada em 2003, ano em que o Botafogo disputou a Série B do Campeonato Brasileiro. Criada informalmente numa mesa de bar por um grupo de amigos alvinegros, o movimento bem-humorado se considera uma "torcida desorganizada" e prima pela amizade e respeito entre os botafoguenses.
Além destas, há várias torcidas organizadas e movimentos espalhados pelo Brasil, como por exemplo a Torcida Estrela Solitária (TES), a Torcida Alvinegra Fogoró e a Fogospel. Há também as vertentes de outros estados, como a FogoHorizonte e a Recifogo, dentre outras.

## Rivalidades
O primeiro grande rival histórico do Botafogo foi o Fluminense, cujo primeiro confronto foi disputado em 1905. As duas equipes, por estarem entre as mais antigas do futebol brasileiro, fazem o chamado Clássico Vovô. Na década de 1900, travavam duelos entre jovens adolescentes, do alvinegro, contra homens de mais idade, do tricolor. A rivalidade entre os dois clubes, localizados em bairros próximos, aumentou cada vez mais com o passar dos anos, já contando com maior variação e equidade etária de seus futebolistas a partir da década de 1910. As disputas entre os dois clubes não acontecem somente nos gramados, mas também nos bastidores, entre os dirigentes.
Outro clube considerado um dos maiores adversários do Botafogo é o Flamengo, formando o Clássico da Rivalidade. Originalmente de bairros vizinhos, as duas agremiações já competiam entre si no remo, desde o final do século XIX, na Baía de Guanabara. No futebol, o Flamengo só iniciou suas atividades em 1912, um ano antes de fazer seu primeiro jogo contra o Botafogo. Os dois clubes, que contaram, em momentos distintos, com dois dos principais jogadores de futebol do Brasil, Garrincha, pelo alvinegro, e Zico, pelo rubro-negro, fizeram partidas históricas, entre elas finais de campeonatos estaduais e uma final de Campeonato Brasileiro, em 1992. Assim como no duelo contra o Fluminense, a rivalidade entre alvinegros e rubro-negros também se estende aos cartolas.
Já Botafogo e o Vasco da Gama, outro clube originário do remo, ficaram conhecidos como co-irmãos, fazendo o Clássico da Amizade. Em 1977, assim como a dupla Fla-Flu, formaram até um combinado para enfrentar a Seleção Brasileira. O Vasco, que só começou a participar do futebol em 1916 em divisões inferiores, fez sua primeira partida contra alvinegro em 1923. Contra o time da cruz de malta, o Botafogo possui seu pior retrospecto diante de um rival, com uma diferença de vitórias um pouco maior a cinquenta partidas. Em finais de campeonato, porém, o retrospecto é amplamente favorável ao alvinegro, com nove títulos do Botafogo contra apenas quatro do Vasco (sem considerar edições do Torneio Início e do Torneio Extra).
No Rio de Janeiro, o Botafogo também tem outros adversários de relevância histórica, como o America, o Bangu, o Americano, dentre outros. Porém, por disputarem por muito tempo torneios em divisões inferiores ao alvinegro, não são considerados clássicos e as partidas não possuem o mesmo fervor das disputadas contra Flamengo, Fluminense e Vasco.
Fora do estado do Rio de Janeiro, o clube contra quem o Botafogo fez mais partidas históricas foi o Santos. Na década de 1960, a disputa entre o Santos de Pelé e o Botafogo de Garrincha era tratada como o maior clássico do país. Em 1962, os dois esquadrões mediram forças na final da Taça Brasil, que acabou vencida pelos santistas. Posteriormente, os dois times ainda fizeram a final do Brasileirão de 1995, que dessa vez terminou com título para o time carioca.
O time da Estrela Solitária também possui certa rivalidade contra outros clubes paulistas em virtude dos constantes duelos no extinto Torneio Rio-São Paulo. São eles, além do Santos, o Palmeiras, o São Paulo e o Corinthians, contra quem o clube leva vantagem nos confrontos. O Botafogo também tem rivalidades moderadas contra os times de Minas Gerais, especialmente o Atlético Mineiro, que também veste uniforme alvinegro e sofreu diversas eliminações em torneios nacionais e continentais pelos botafoguenses.

## Valor de mercado
De acordo com a empresa BDO RCS Auditores Independentes, a marca do clube é a décima segunda de maior valor no Brasil em 2016, girando em torno de 235,5 milhões de reais. Em 2012, o valor de mercado da marca "Botafogo" era de 112,6 milhões. Em média, o valor de marca do clube cresce 14,3% ao ano desde 2009.

## Outros esportes

### Basquete
Esporte tradicional no clube, o basquete tem papel fundamental na história do Glorioso: a modalidade serviu como pano de fundo de uma das mais emocionantes páginas de seu passado. Foi num jogo de basquete no Mourisco Mar entre o Botafogo Football Club e o Clube de Regatas Botafogo que a morte em quadra do atleta Armando Albano provocou a comoção que culminaria na fusão entre as duas agremiações no Botafogo de Futebol e Regatas, oficializada no dia 8 de dezembro de 1942. Rapidamente o novo clube dominaria o basquete carioca com a conquista do tricampeonato estadual masculino em 1943, 1944 e 1945. Antes mesmo da união, o Botafogo Football Club já era uma das potências do esporte e contava com diversos atletas na Seleção Brasileira, além de ter sido campeão estadual em 1939 e 1942 e pentacampeão do estadual organizado pela Associação Metropolitana de Basketball entre 1933 e 1937. Depois, o Glorioso se tornou o primeiro clube carioca a vencer uma competição nacional masculina: a Taça Brasil de 1967. Assim como no masculino, a década de 60 também foi gloriosa para o basquete feminino do Fogão. Liderada por Martha, a equipe alvinegra sagrou-se tetracampeã carioca em 1960, 1961, 1962 e 1963.
Em 2017, Botafogo retomou a participação em competições nacionais de basquete e conquistou o título da Liga Ouro. Com o feito, o Botafogo ganhou o direito de participar do NBB, torneio de 1ª divisão nacional de basquete masculino.

### Futebol feminino
Em 2013, o Botafogo montou um time de futebol feminino para participar pela primeira vez do Campeonato Carioca, quando terminou na quarta colocação. No ano seguinte, foi campeão invicto do Estadual e estreou no Campeonato Brasileiro, sendo eliminado na semifinal com uma derrota nos pênaltis. Em 2015, disputou a Copa do Brasil, mas acabou eliminado nas oitavas de final após revés contra o Foz Cataratas. A modalidade manteve-se desativada no clube até 2019, quando o Botafogo retornou para participar da Série A2 do Campeonato Brasileiro.. Em 2021 o Clube conquistou o seu segundo título do
Estadual.

### Futebol 7
O Botafogo foi o primeiro campeão da Liga Fut 7, uma das principais competições da modalidade, disputada em 2012. No mesmo ano, tornou-se o primeiro campeão mundial de clubes de futebol soçaite ao derrotar o rival Flamengo na final do Mundialito de Clubes de Futebol 7.

### Polo aquático
O Botafogo é uma das maiores potências nacionais do polo aquático. Além de inúmeros títulos, o clube tem como costume revelar grandes nomes do esporte.

### Remo

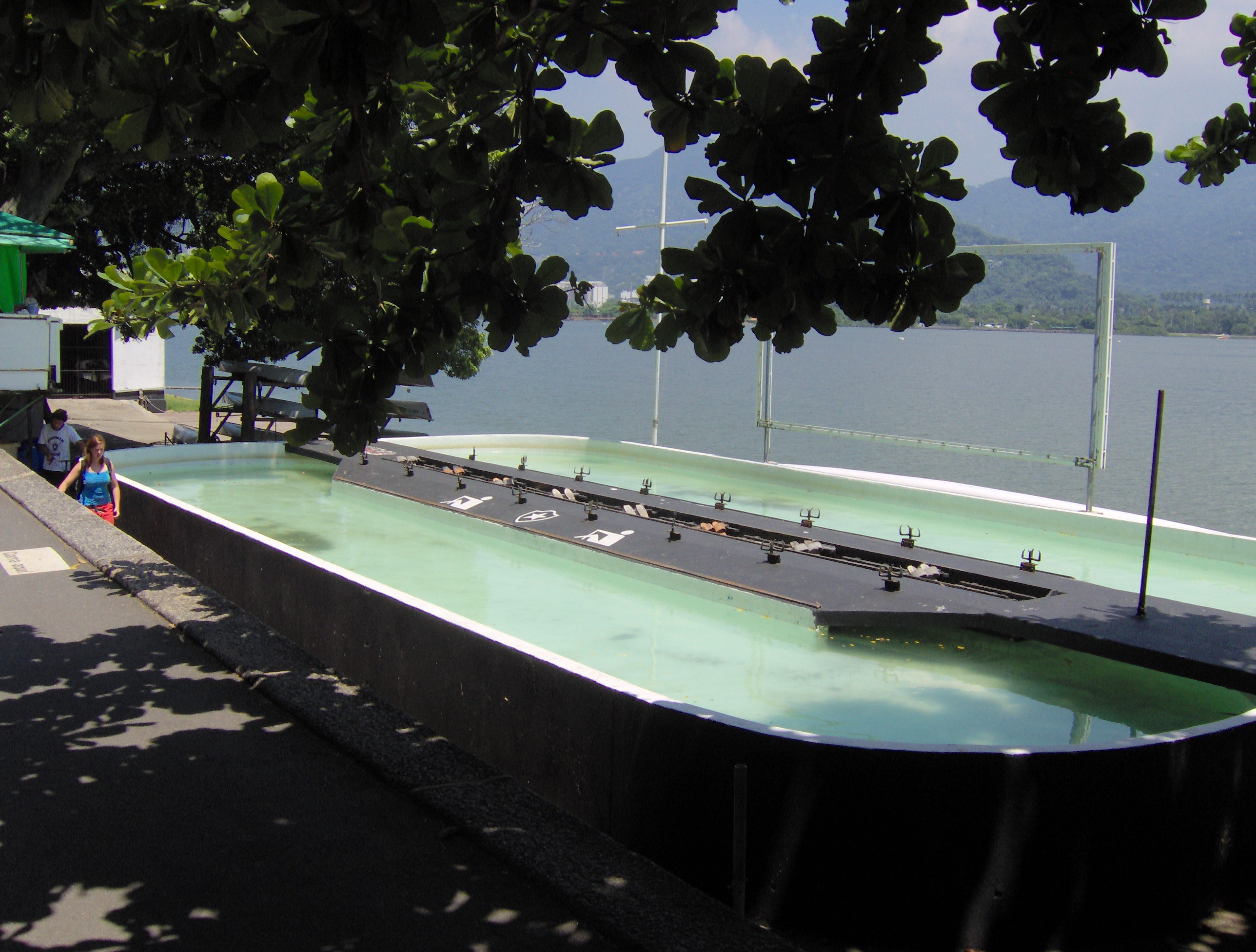
Barco para treinamento de remo na sede náutica do clube.

Com sede em um dos cartões postais mais bonitos do Rio de Janeiro, o remo alvinegro surgiu em 1891 com o nome Grupo de Regatas Botafogo. No entanto, logo depois, o clube precisou encerrar suas atividades, voltando três anos depois como Club de Regatas Botafogo. É um dos principais esportes do clube em toda história, ao lado do futebol. Foi do Alvinegro a maior revelação do remo nacional: Antônio Mendes de Oliveira, que acabou se tornando campeão brasileiro em 1902. Em 1924, Antônio se tornou presidente do Botafogo. Atualmente, o remo alvinegro conta com grandes atletas, como Aílson Eráclito da Silva, Célio Dias Amorim, Armando Marx, Anderson Nocetti, Diego Nazário, Bianca Miarka e Marciel Morais. O remo alvinegro também é destaque no paraolímpico com Isaac Ribeiro, que sagrou-se tricampeão brasileiro e participou da Copa do Mundo da Eslovênia e das Paralimpíadas de Londres.

### Voleibol

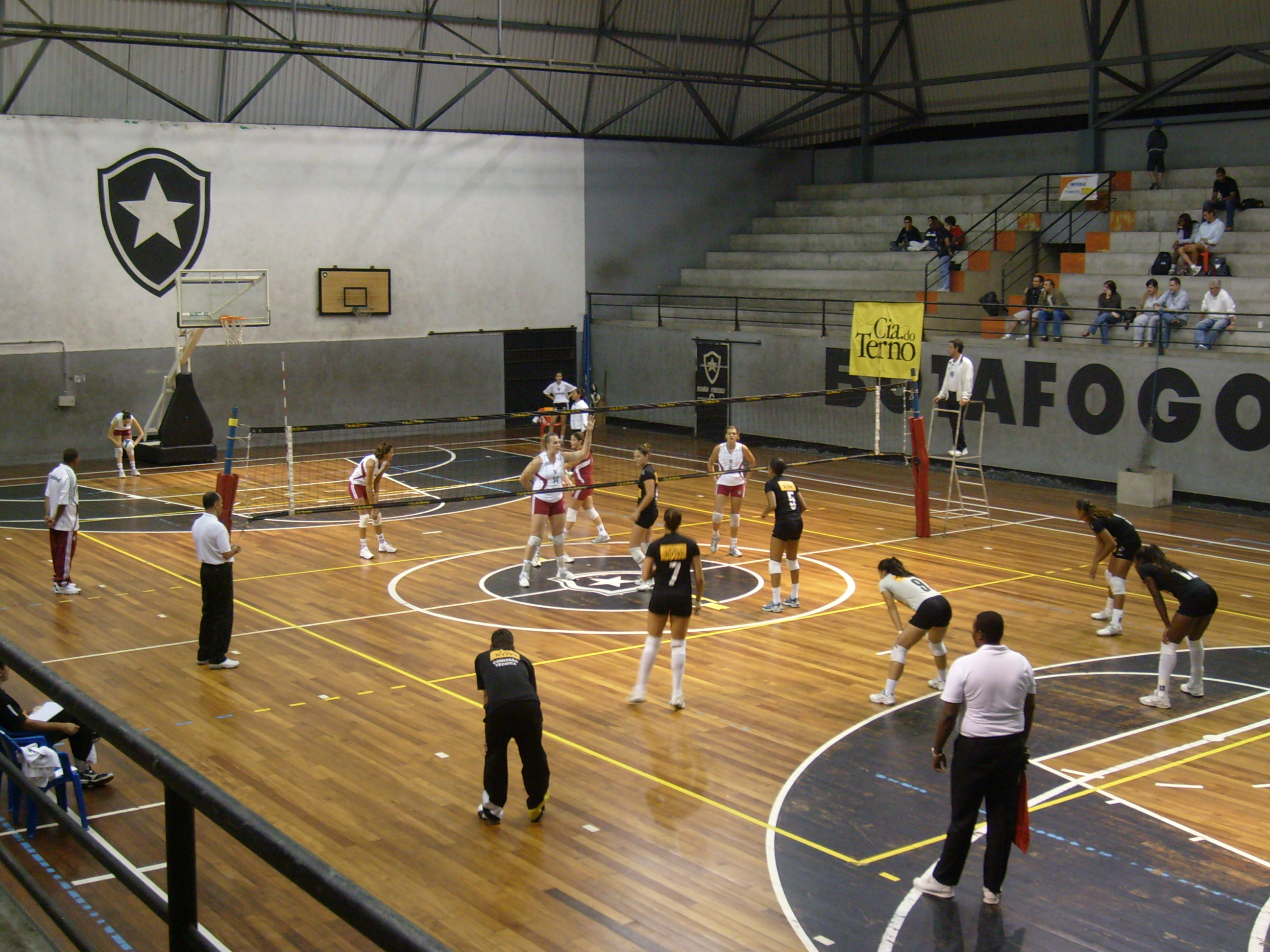
Semifinal entre Botafogo e Fluminense pelo Campeonato Carioca Feminino de 2008.

O Botafogo sempre foi referência nacional e internacionalmente no vôlei, com mais de 80 campeonatos estaduais, em diversas categorias, quatro nacionais e três sul-americanos. Desde 2009, o clube iniciou um profundo processo de reestruturação, investindo e uniformizando a formação de novos jogadores. São mais de 150 atletas das equipes masculina e feminina, nas categorias pré-mirim, mirim, infantil, infanto-juvenil, juvenil e adulta. O clube tem uma parceria com a Escola de Educação Física do Exército para utilizar suas instalações sempre que necessário. Em 2013, o time adulto masculino voltou a disputar uma competição nacional após 29 anos, a Supercopa Banco do Brasil.

## Presidentes
O Botafogo tem uma extensa lista de presidentes em sua história. Antes da fusão, foram 20 mandatos no Club de Regatas Botafogo, de 1894 a 1942, e 24 no Botafogo Football Club, de 1904 até o mesmo período. O primeiro mandatário do clube de regatas foi José Maria Dias Braga, enquanto Flávio Ramos foi o primeiro presidente do clube de futebol.[carece de fontes?] Ao longo dos anos, os cargos foram ocupados por alguns ex-atletas e figuras ilustres da sociedade carioca, como o escoteiro e ex-jogador Mimi Sodré, no futebol, e o ex-remador Antônio Mendes de Oliveira e o poeta modernista Augusto Frederico Schmidt, no remo. Este último, ao lado de Eduardo Góis Trindade, foi o responsável pela união das duas agremiações e a formação do Botafogo de Futebol e Regatas. Outro nome de destaque foi João Lyra Filho: presidente do Botafogo Football Club entre 1940 e 1941, Lyra Filho se formou na Faculdade Nacional de Direito da Universidade do Brasil, foi presidente do Conselho Nacional de Desportos durante o Estado Novo e considerado a maior figura do Tribunal de Contas do Estado da Guanabara, além de ter sido reitor da UERJ e aclamado como pai do direito desportivo no país.
Após a fusão, um dos presidentes mais populares foi Carlito Rocha, ex-jogador e ex-treinador da equipe de futebol. Mandatário do clube de 1948 a 1951, Rocha foi o responsável pelo surgimento do mascote Biriba, cachorro que adotou e se tornou amuleto do time na conquista do Campeonato Carioca de 1948. Nos anos 1960, se destacaram o professor Ney Cidade Palmeiro, que posteriormente também seria reitor da UERJ, e Altemar Dutra de Castilho, mandatário do clube durante a conquista do Campeonato Brasileiro de 1968. Já Charles Macedo Borer entrou para a história de forma negativa, como o presidente que vendeu a sede de General Severiano, em 1976. Outro mandatário alvinegro marcante foi o bicheiro Emil Pinheiro, que presidiu o clube de 1991 a 1992. No último ano, o time foi vice-campeão brasileiro, mas Emil ganhou os holofotes ao afastar Renato Gaúcho do elenco antes do segundo jogo da final contra o Flamengo, por conta de uma aposta cumprida pelo atacante com um jogador rival.

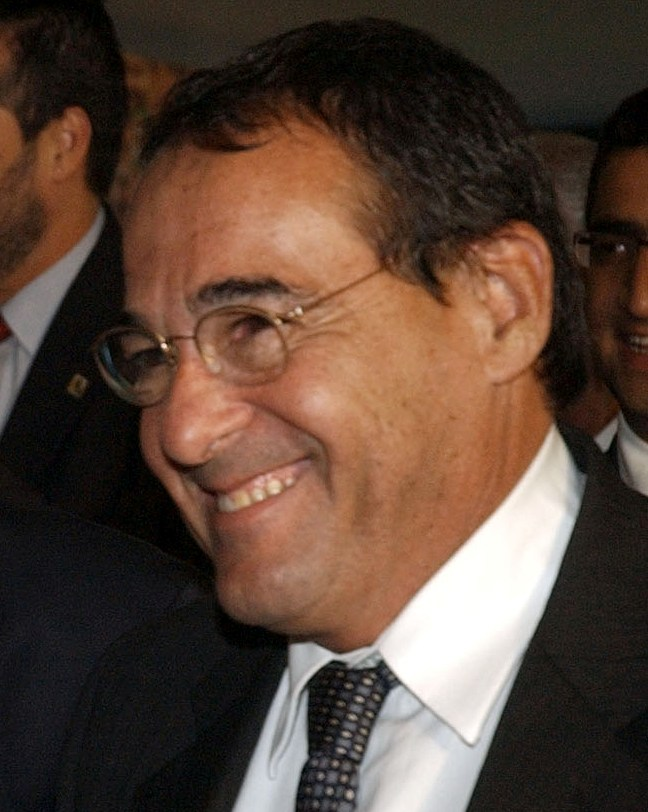
Bebeto de Freitas foi o mandatário alvinegro de 2003 a 2008.

Em 1993, ano do título da Copa CONMEBOL, Mauro Ney Palmeiro era o presidente do Botafogo. Dois anos depois, em 1995, na temporada em que o clube conquistou o Campeonato Brasileiro, a figura máxima da política do clube era o economista Carlos Augusto Montenegro, "dono" do Ibope, o mais importante instituto de pesquisas do Brasil. Montenegro foi também o responsável por reaver a sede de General Severiano ao clube, em 1994. No início do século XXI, Mauro Ney Palmeiro voltou ao cargo, mas seu segundo mandato terminou com o rebaixamento do Botafogo para a Série B de 2003.
Quem ficou com a missão de tirar o clube da segunda divisão, logo em seu primeiro ano de gestão, foi Bebeto de Freitas, sobrinho de João Saldanha e primo por parte de pai de Heleno de Freitas, além de ex-atleta de vôlei do alvinegro. Bebeto conseguiu tirar o Botafogo da lama, mas não foi capaz de retornar o clube aos tempos de glória: durante seus dois mandatos, o único título foi o Campeonato Carioca de 2006. Seu maior feito foi a aquisição do Estádio Olímpico Nilton Santos, à época chamado de Engenhão, arrendado junto à prefeitura por 20 anos. A partir de 2009, o dentista e professor universitário Mauricio Assumpção assumiu o posto até 2011 e, posteriormente, foi reeleito para o mandato até 2014. Ao fim de sua gestão, porém, deixou o clube na pior situação financeira de sua história e à beira do rebaixamento, que se concretizou ao fim da temporada.
Em novembro de 2020, Durcesio Mello foi eleito presidente do Botafogo para o quadriênio de 2021 a 2024, assumindo a presidência apenas no 1° de janeiro de 2021.

## Impacto cultural

### Homenagens
O Dia do Botafogo é comemorado no dia 16 de maio, sancionado pelo Governo do Estado do Rio de Janeiro. A data foi escolhida em homenagem ao ex-jogador Nilton Santos, nascido em 16 de maio de 1925. Já o Dia do Botafoguense é celebrado no dia 9 de agosto, em referência ao nascimento de Zagallo.
O Botafogo também serviu de inspiração para a fundação de outros clubes homônimos, como por exemplo o Botafogo da Paraíba, o Botafogo de Salvador, o Botafogo de Brasília, o Botafogo de Cabo Verde e o Botafogo de Camarões, na África, entre outros. O time já jogou em mais de 100 cidades pelo mundo todo, em quatro continentes.